# Marie de Hongrie (1505-1558)
Vous lisez un « bon article » labellisé en 2010.
Pour les articles homonymes, voir Marie de Hongrie et Marie de Habsbourg.
Marie d'Autriche, plus généralement appelée Marie de Hongrie, archiduchesse d'Autriche, infante d'Espagne et, par son mariage, reine consort de Hongrie et de Bohême, est née le 15 septembre 1505 au palais du Coudenberg, à Bruxelles, et morte le 18 octobre 1558 à Cigales, en Castille. Elle est l’avant-dernière des six enfants de Philippe le Beau (1478 – 1506), héritier des Habsbourg, et de Jeanne de Castille, dite « Jeanne la Folle » (1479 – 1555).
Elle devient reine consort de Hongrie et de Bohême de 1522 à 1526, puis gouvernante des Pays-Bas espagnols de 1531 à 1555.
Elle grandit aux Pays-Bas auprès de sa tante Marguerite d’Autriche. Très jeune, elle est promise en mariage à Louis II de Hongrie mais leur union ne dure que quatre ans en raison de la mort de ce dernier en 1526 sur le champ de bataille contre les Turcs. Comme ils n'ont pas d’enfant, la couronne revient à son frère Ferdinand qu’elle fait élire roi lors de la régence qu’elle exerce avec difficulté en Hongrie. Après son refus de se remarier, son frère, l'empereur Charles Quint, lui demande de le seconder en tant que gouverneure des Pays-Bas, ce qu'elle fait pendant près de 25 ans. « Homme fort » de l’empereur, Marie de Hongrie a à cœur la prospérité des Pays-Bas, mais aussi de seconder ses frères dans les conflits religieux et territoriaux tout en maintenant le prestige des Habsbourg. Charles Quint lui confère une autonomie presque totale sur les Pays-Bas. Marie s’efforce de financer les guerres entreprises par son frère l’empereur spécialement contre la France mais aussi d'assurer la défense du territoire, de rendre des décisions de justice, de faire appliquer les lois sur la religion avec une Inquisition d’État. Elle a aussi pour tâche de s’occuper de l’éducation de ses neveux et nièces.
Passionnée par la chasse qu’elle pratique régulièrement, Marie de Hongrie est également férue d’art : musique, peinture, sculpture, littérature et architecture. Son goût pour les arts la conduit à effectuer de nombreuses commandes pour son compte ou bien celui de sa famille, et elle aime suivre en personne l’évolution des travaux, que ce soit la réalisation d’une statue ou bien la construction de châteaux et de fortifications.
Éprouvée par toutes ses années de gouvernance et sa santé fragile, Marie de Hongrie annonce, lors de l'abdication de Charles Quint en 1555, son désir de le suivre dans sa retraite en Espagne avec leur sœur Éléonore. Elle meurt moins d’un mois après son frère Charles Quint, en octobre 1558.

## Naissance et éducation

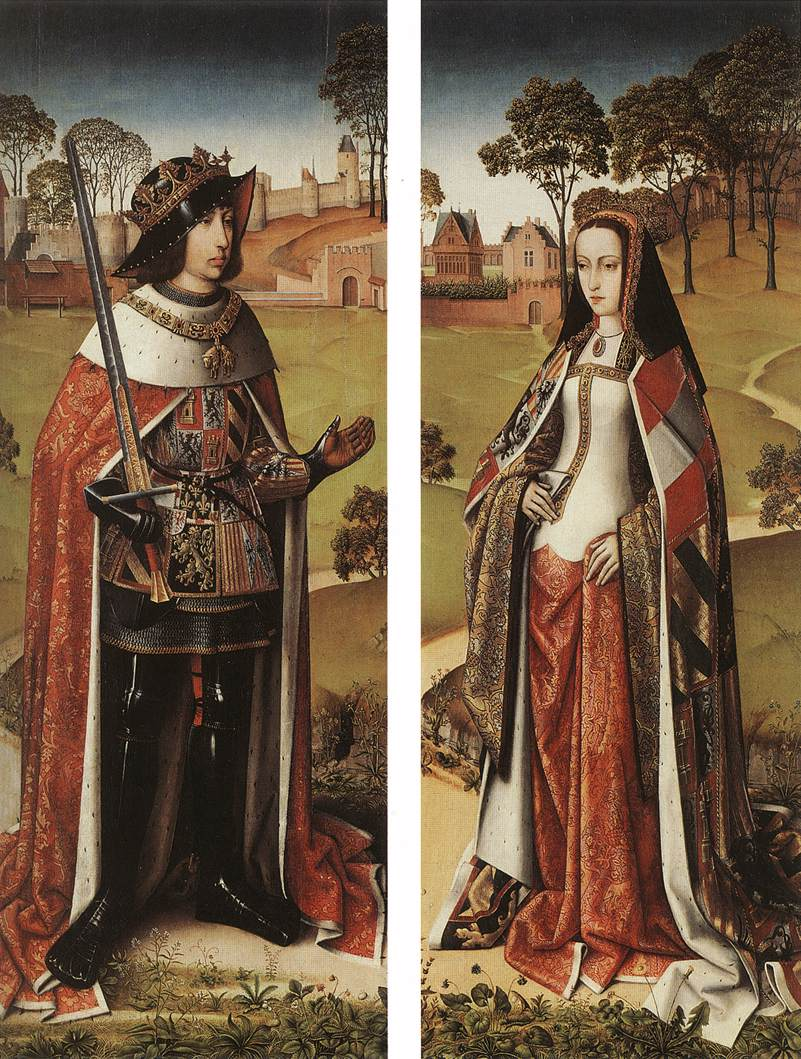
Philippe le Beau et Jeanne de Castille.

### Naissance et baptême

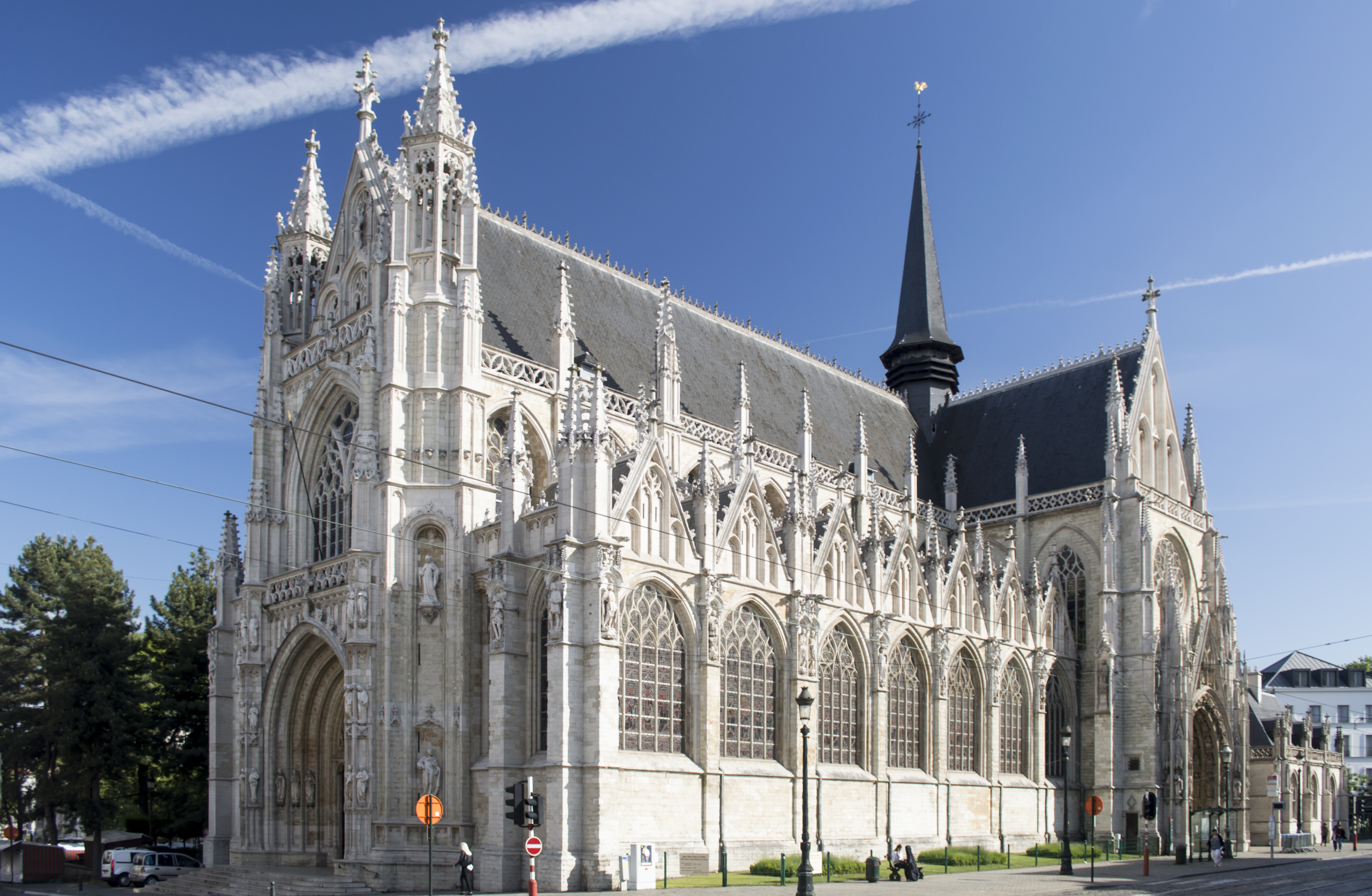
L'église Notre-Dame du Sablon, à Bruxelles, où est baptisée Marie.

Marie, archiduchesse d’Autriche et infante de Castille est prénommée ainsi en l’honneur de sa grand-mère paternelle, Marie de Bourgogne.
Elle naît le 15 septembre 1505 au palais du Coudenberg, à Bruxelles, entre dix et onze heures du matin. Sa naissance a été très difficile pour la reine Jeanne Ire de Castille dont la vie est mise en danger ; il lui faut un mois pour récupérer de l’accouchement.
Le 20 septembre 1505, elle est baptisée par Nicolas Le Ruistre, l'évêque d'Arras, cinq jours après sa naissance avec le faste dû à son rang. L'empereur Maximilien Ier, son grand-père paternel, s’endette un peu plus pour rendre cette cérémonie des plus luxueuses et en faire un évènement majeur dans la mesure où les cours européennes et la population y sont très sensibles. Une estrade de plus d’une centaine de mètres est construite sur le chemin allant du palais jusqu'à l’église Notre-Dame du Sablon pour que le public, venu en masse, puisse admirer le cortège en tenue d’apparat. Ses marraines sont Madame de Ravenstein et Mlle de Nassau, son parrain est l'empereur Maximilien.

### Éducation
À la mort de son père en 1506, Marie est élevée avec ses frères et sœurs, à l'exception de Catherine, par sa tante Marguerite d’Autriche alors gouverneure des Pays-Bas. Leur éducation se fait à l’hôtel de Bourgogne de Malines qui se trouve à proximité de la résidence de Marguerite, un hôtel particulier qui prend le nom de « cour de Savoie ».

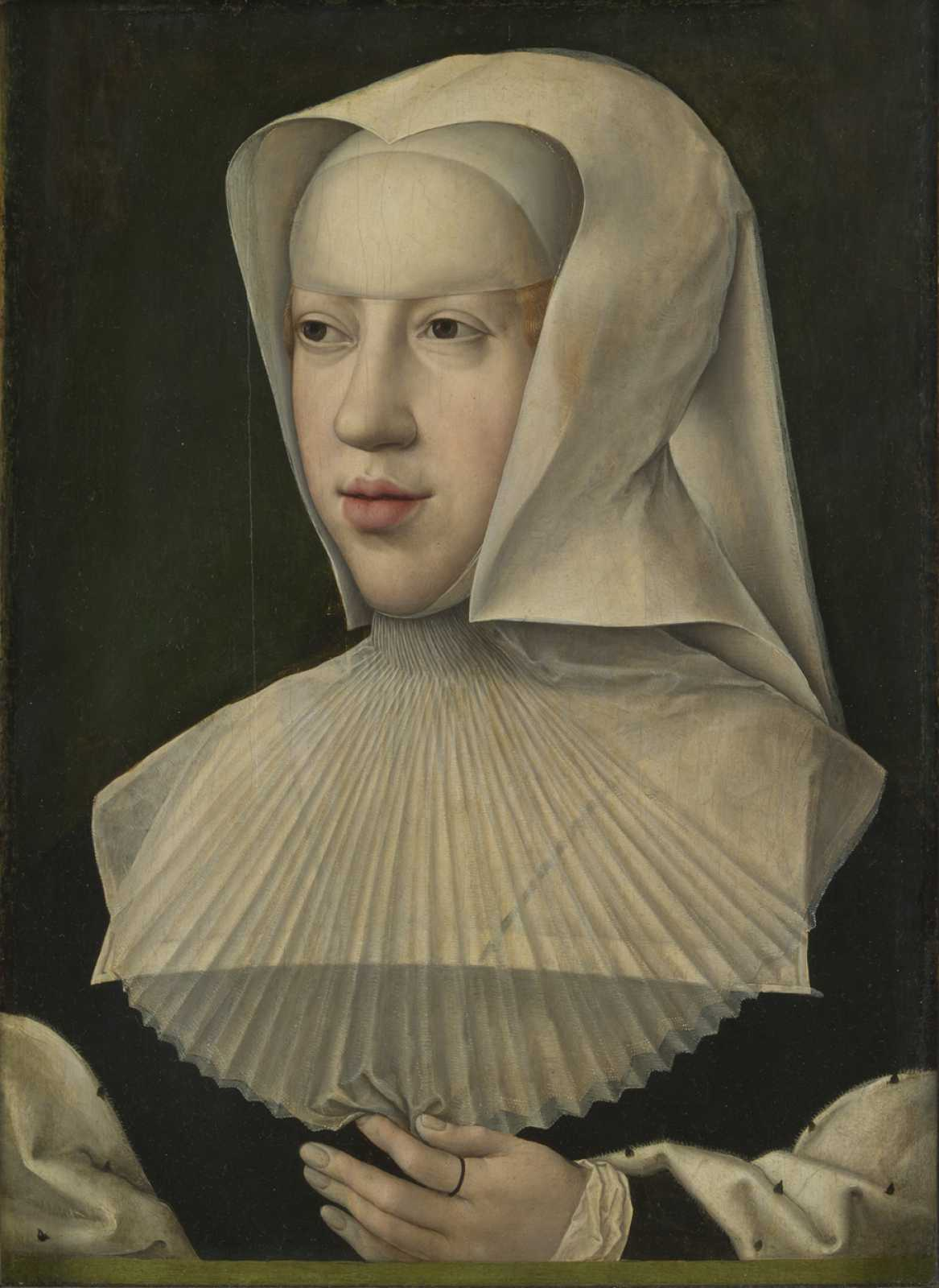
Marguerite d’Autriche prend en charge l'éducation de Marie de Hongrie.

Marguerite d'Autriche est très présente dans leur éducation. Tout en gardant une certaine distance, elle leur donne une instruction conforme à leur rang et Maximilien, malgré son éloignement, y veille par le biais de nombreuses correspondances. Étant donné sa charge de gouverneur, Marguerite d'Autriche se déplace beaucoup. Elle en profite pour compléter l'éducation de ses neveux et nièces qui l'accompagnent.
Très jeune, Marie apprend à jouer du clavicorde. Son goût pour la musique lui vient tant de sa tante que de son grand-père. Marguerite d'Autriche, en sa qualité de mécène fortunée, sensibilise ses pupilles aux beaux-arts.
Très vite, une cour d'une centaine de courtisans se constitue autour de Marie,. Cette cour est répartie en quatre pôles d’activité : la chapelle, la chambre, l’hôtel et l’écurie, sous la responsabilité d’une duègne qui est, au début, la même pour les trois sœurs en la personne de Doña Anna de Beaumont. En 1508, Marguerite de Poitiers lui succède pour s'occuper exclusivement de Marie.
De 1508 à 1512, les enfants résident aux palais de Bruxelles avec l’empereur Maximilien Ier qui a demandé à les avoir auprès de lui.
À ses huit ans, l’empereur la fait venir à Innsbruck, en Autriche, pour lui donner une éducation allemande en vue de son mariage. En juillet 1515, il dresse un traité matrimonial en la cathédrale Saint-Étienne de Vienne pour unir Marie et Louis Jagellon, et la sœur aînée de ce dernier, Anne, avec Ferdinand. Mais n’ayant pas encore l’âge requis, les futurs époux ne sont réunis qu’en mai 1521.

### Physique et personnalité

#### Apparence et santé

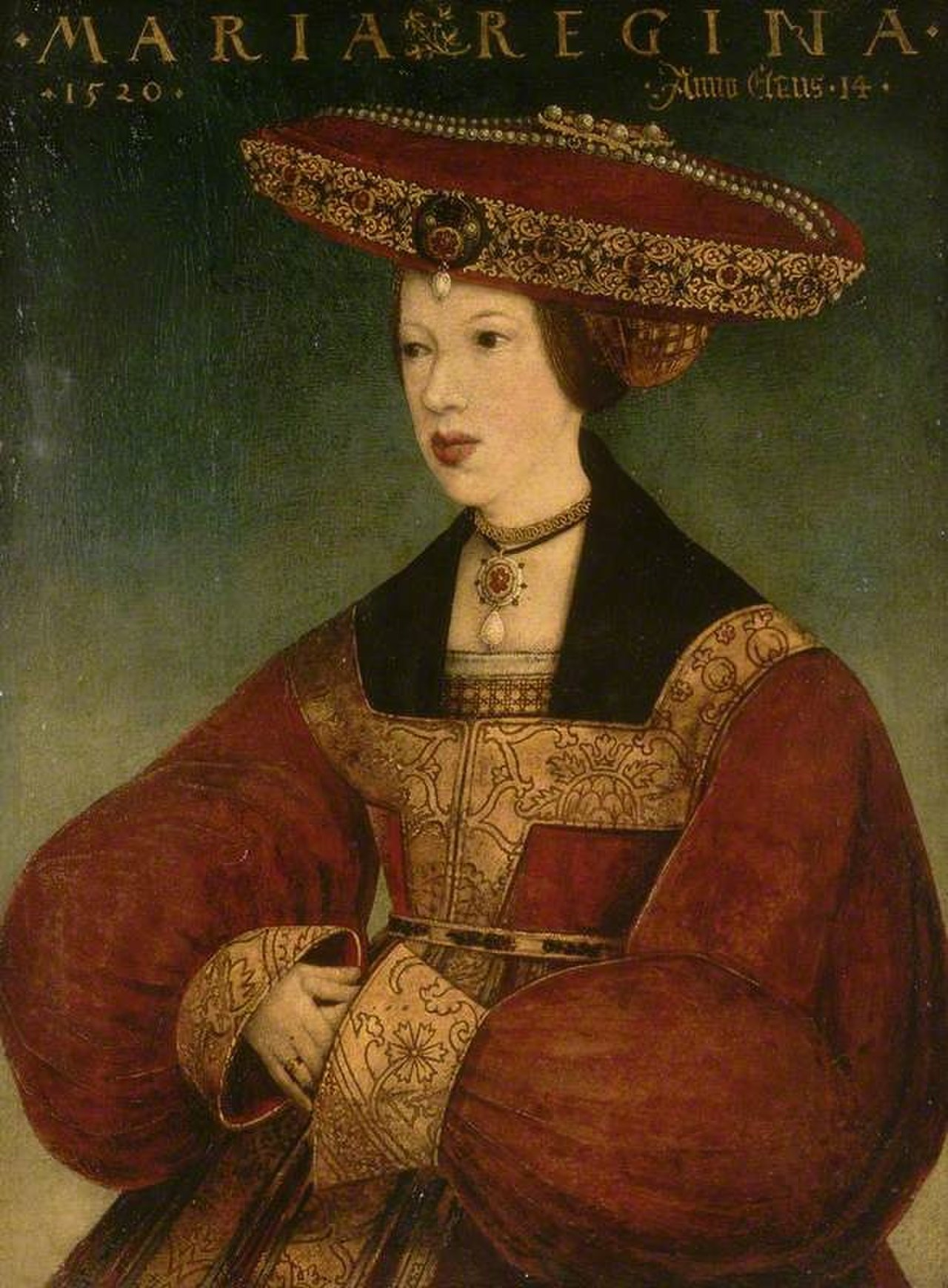
Marie à 14 ans.

À 19 ans elle est présentée comme ayant les traits fins, avec la mâchoire saillante, les cheveux châtains, les yeux bruns et légèrement globuleux des Habsbourg. Après la mort de son mari, elle décide de s’habiller principalement en noir pour respecter son deuil et montrer son souhait de ne pas se remarier. Avec l’âge son physique change : son visage s’étire, son menton et son front sont plus grands, ses yeux plus globuleux.
Elle semble souffrir de cyclothymie. Elle a même une grande période de dépression de 1532 à 1535. On pourrait peut-être attribuer ses malaises cardiaques à cette maladie car elle ne les évoque que lorsqu’elle entre en conflit avec ses frères.

#### Personnalité
Comme il est de coutume pour une personne de son rang, l’éducation de Marie est prise très au sérieux par son grand-père Maximilien et il a sur elle une influence déterminante. À neuf ans elle parle et écrit le latin tout comme l’allemand. Son goût pour la musique est éveillé par le grand centre de musique polyphonique de Maximilien et son goût de l’étude par l’entourage humaniste de l’université de Vienne.
Pendant sa gouvernance elle est peu appréciée des Flamands car elle lève en permanence des impôts pour le compte de Charles Quint et de ses guerres. Mais la population sous le régime de son successeur, Emmanuel-Philibert de Savoie, se rend compte combien elle se préoccupait alors de sa province, se souciant de son sort et allant jusqu'à apprendre le thiois, le dialecte local. Elle est finalement regrettée par la population, étant considérée comme une administratrice avisée, humaniste, mécène et une lettrée, disciple d'Érasme.
Elle aime le travail d’archive et œuvre sans relâche au point qu’elle rédige elle-même les minutes de ses correspondances. Son intérêt pour la politique et le droit est prouvé par de nombreuses correspondances avec des juristes.
Autoritaire, elle ne se met pourtant jamais en avant, faisant passer ses propres actions pour des ordres de Charles tant et si bien qu’il est difficile de savoir avec exactitude les décisions qui sont prises par Charles, par son conseil ou par elle-même.
Marie de Hongrie entretient des correspondances régulières avec ses frères. D’abord plus proche de Ferdinand, elle se rapproche de Charles à la prise de ses fonctions de gouverneur. Un amour fraternel la lie à son frère Charles ; dans leurs correspondances, elle l’appelle « son tout en ce Monde » et lui « l’exécutrice de ses desseins ». Il la considère comme un « solide second et la clé de toutes actions dans l’Empire ». En plus d’un physique très proche, ils ont un goût commun pour la musique, de la volonté, de la ténacité, de l'endurance et de la force d’âme dans l’adversité. Charles la voit comme une femme fière, vive d’esprit, bavarde, exubérante, directe.

## Mariage et régence de Hongrie

### Préparation du mariage
Maximilien Ier a une idée précise de sa politique matrimoniale. Il souhaite que Marie serve son dessein de voir la Hongrie rattachée à la couronne. Avant même la naissance de Louis Jagellon, il entame des tractations en vue d’une alliance qui offrirait de nombreux avantages politiques et commerciaux.
En mars 1506, un accord matrimonial est passé. Louis Jagellon naît en juillet 1506 et le contrat de mariage est signé en novembre 1507. Marie aura une éducation allemande et humaniste. À la suite de l’annonce officielle du mariage, Marie rejoint son grand-père. Il charge Marguerite d'Autriche de constituer son trousseau. Un subside extraordinaire est alors voté par les États de Hollande pour le financer.
Lors de son départ pour l’Autriche, une garde de 200 hommes l’escorte en prévision des régions hostiles pour rejoindre Vienne. Il n’est pas à exclure que le duc de Gueldre essaie de prendre un avantage dans ses conflits avec les Habsbourg en s'emparant d'un otage prestigieux en la personne de Marie.
De nombreuses incertitudes pèsent sur le futur mariage, car Charles Quint n’est pas favorable à cette union dans la mesure où le pouvoir du roi de Hongrie est mis à mal par les magnats de Hongrie qui accaparent les richesses du Royaume et ont une influence supérieure à celle du roi lui-même.

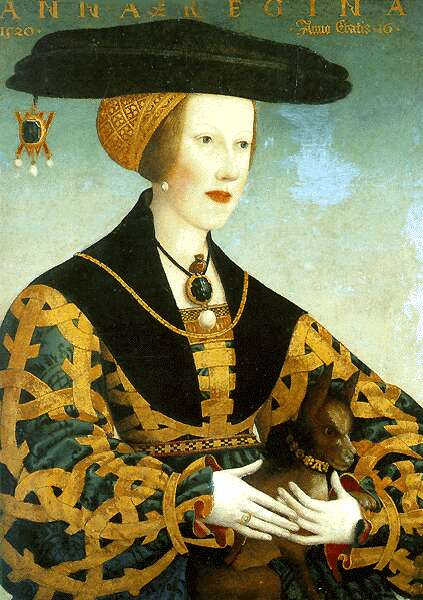
Anne Jagellon, qui est élevée avec Marie à Cillierhof.

En 1514, Marie est installée au château de Cillierhof, lequel sert d’arsenal et de camp d’entraînement. C’est certainement dans ce camp que Marie prend goût aux affaires militaires.
À la fin du congrès de Vienne, le mariage est célébré le 22 juillet 1515 dans la cathédrale Saint-Étienne de Vienne par le cardinal-archevêque de Grän, premier prélat de Hongrie. Il s'agit d'un double mariage entre Maximilien qui représente son petit-fils avec Anne Jagellon, et Marie avec Louis Jagellon qu’elle rencontre à cette occasion pour la première fois.
Louis Jagellon repart en Hongrie mais sa sœur Anne Jagellon reste en Autriche où elle est élevée avec Marie pendant cinq ans à Cillierhof.
À la suite de la mort de Vladislas IV de Bohême, en mars 1516, Maximilien craint un soulèvement et décide d’éloigner sa petite-fille. Il l’envoie à Innsbruck. Lors de son séjour, elle participe à de nombreuses chasses avec Maximilien et montre de grandes aptitudes pour cette activité qui devient par la suite une passion telle qu'elle prend l'habitude de chasser presque tous les trois jours, une fois adulte.
Lors de l’annonce de la mort de Maximilien en 1519, Marie écrit à son frère Ferdinand pour se mettre sous ses ordres en tant que nouvel archiduc d'Autriche.
Dans la lutte de pouvoir qui suit la mort de Maximilien et dans la mesure où le titre d’empereur est électif, la place de Charles n’est pas assurée. Le mariage de Marie est remis en question par les conseillers de Louis II de Hongrie qui lui proposent de se porter candidat à l’élection et d’annuler son union avec Marie, ce qui a pour conséquence une brouille entre les deux princesses Anne et Marie qui ne s’adressent plus la parole.
Une fois son élection confirmée, et malgré le différend survenu avec Louis II, Charles Quint a à cœur de faire conclure au plus vite le double mariage le 11 décembre 1520. Le mariage est célébré à nouveau, mais Louis étant retenu par la guerre contre les Turcs, c'est un mariage par procuration qui est organisé, Ambrus Sarkany ayant la charge de le représenter. Marie prend la route à la rencontre de son époux. Mais la guerre l’empêche toujours de venir la retrouver. C’est alors que, forte de sa détermination, elle décide de le rejoindre à Presbourg en bateau, malgré les conseils de ses proches.
Les nobles hongrois, hostiles aux Habsbourg, tentent de lui barrer la route : en effet, si le mariage n’est pas consommé, l'annulation serait facile à obtenir en cas de mort du roi sur le champ de bataille. Mais souhaitant le rejoindre au plus tôt, Marie poursuit sa route en bateau vers Buda. Elle finit son périple à cheval, trouvant le voyage fluvial trop long, et rencontre alors Louis pour la seconde fois. À Buda, elle demeure dans un palais royal rénové très récemment, mais sous la coupe d’une cour corrompue. Elle met un point d’honneur à faire rentrer courtisans et seigneurs dans le rang et impose son autorité, ce qui lui vaut le surnom de « l’Allemande ».
À l'arrivée de Marie à Presbourg, Georges de Brandebourg entre à son service. Il sera l'un de ses principaux conseillers durant son règne. Ainsi que Jehan  Bonnot, seigneur de Cormaillon, ancien écuyer tranchant de sa tante et son Maréchal général des Logis jusqu'en 1558.

### Mariage et vie en Hongrie

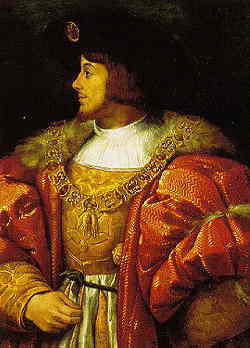
Louis II de Hongrie.

Le 11 décembre 1521, Marie est couronnée reine consort de Hongrie en l’église Saint-Étienne à Székesfehérvár par l’évêque d’Agram (Zagreb) Simon Erdödy, Marie d’Autriche devient Marie de Hongrie.
Le 13 janvier 1522, le mariage définitif est célébré en l’église Matthias de Budapest. Il lui rapporte de nombreux apanages, mais elle ne peut pas en profiter avant trois ans car ses biens sont engagés pour le remboursement d’un emprunt contracté par Vladislas,. Ces apanages constituent un revenu de 40 000 ducats par an.
Le couple se rend ensuite à Prague afin d’être couronné, le 1er juin 1522, roi et reine de Bohême sur la place du Palais du Hradčany par l’archevêque d’Olmutz. Marie reçoit de nouveaux apanages.
Lors de son voyage elle essaie en vain de rallier les Tchèques dans la lutte contre les Turcs. Malgré les problèmes du pays, le jeune couple s’épanouit entre parties de chasse, banquets, et bains... et il s’endette malgré les remontrances de l'entourage.
Les luttes de pouvoir sont de plus en plus virulentes entre Allemands et nationalistes, et Marie déjoue un Coup d'État en 1525. Les magnats de Hongrie ne supportent pas que ce soit Charles Quint, par l’intermédiaire de Marie, qui dirige le pays en dépit des décisions de Louis : par exemple, Louis fait mettre en prison le chancelier corrompu, Szalkoy, mais Marie le fait sortir aussitôt, déclenchant une contre-réaction ; en représailles, les Hongrois pillent le quartier juif.
En août 1526, lors de la bataille de Mohács qui oppose la Hongrie aux Turcs, Louis II meurt, noyé sous son cheval. Lorsque Marie apprend la nouvelle, elle fuit Buda afin de se protéger du chaos régnant et de l’avance des Turcs. Elle fait le serment de ne pas se remarier. Ferdinand essaie de la convaincre de ne pas rester en Hongrie, mais il s’inquiète à l'idée de laisser le pouvoir vacant. Jean Zapolya se fait couronner roi le 9 novembre 1526 et demande à épouser la reine, mais en vain. La Hongrie est scindée en deux puis trois parties lorsque pour contrer Jean Zapolya, Marie fait réunir la Diète à Presbourg pour faire élire, le 1er décembre 1526, son frère Ferdinand, qui lui retire alors ses apanages, pour le compte de sa femme ce qui sera le point de départ de nombreux désaccords entre elle et son frère et contribuera à envenimer les relations entre ces deux parents. Marie se retrouve dans une situation financière difficile.
Afin de régler des problèmes en Bohême, Ferdinand part rapidement après son couronnement et laisse la régence à Marie, lui confiant tous les revenus de la couronne, mais dans la mesure où c’est Jean Ier qui détient la majeure partie des terres, la tâche reste difficile. Elle demande donc à être relevée de ses fonctions en invoquant des problèmes de santé, ce qu'elle obtient en 1527. Parce qu'il croit que son deuil est fait, Ferdinand cherche à la remarier dans un premier temps à Jacques V d'Écosse puis au comte palatin Frédéric de Bavière. Mais Marie refuse fermement. Résigné, Ferdinand lui propose de reprendre la régence de la Hongrie et, très mécontent de son refus, il lui retire les revenus de Presbourg, ce qui la met à nouveau dans des difficultés financières.
En 1529 lors de la prise de Buda par les Turcs, elle est contrainte de se réfugier à Linz et doit représenter son frère à la Diète à laquelle il ne peut assister.
Marie écrit dans une lettre que « Dieu lui a pris celui en qui elle avait mis tout son amour et qu'elle Le prie de lui accorder la grâce qu'il n'y en ait pas d'autre. »

## Gouvernement des Pays-Bas

Carte des Pays-Bas sous la régence de Marie de Hongrie.

### Pouvoir politique
« J'ai trop d'expérience pour ne pas reconnaître qu'il est impossible à une femme d'exercer des fonctions dans la paix et encore moins dans la guerre, principalement si elle est veuve, car la femme, quelle que soit sa qualité n'est jamais crainte ni respectée comme l'homme. »

— Marie de Hongrie

#### Accession à sa charge de gouverneur
En 1530, Marguerite d’Autriche pense déjà à Marie pour la remplacer dans sa tâche de gouverneure des Pays-Bas espagnols ; elle lui demande de la rejoindre, mais les événements vont se précipiter à cause de sa mort en fin d’année. Charles Quint lui propose la fonction après avoir demandé l’avis de son conseil. Lors de la diète d’Augsbourg Marie de Hongrie accepte de prendre le relais de Marguerite. Charles Quint a entendu les louanges de sa sœur par Ferdinand lors de son règne en Hongrie, lorsqu'elle l'a aidé à récupérer sa couronne hongroise. Cependant, Marie est sans fortune et ne dispose d'aucun appui aux Pays-Bas ; elle reste donc dépendante de son frère.
Après quatre mois, elle part pour les Pays-Bas assumer sa nouvelle fonction et pour cela on lui demande de se séparer de sa cour réformiste. Le 6 juillet 1531 Marie de Hongrie est présentée aux états généraux et s’installe au palais du Coudenberg de Bruxelles,.
Le chevalier du Saint-Empire  jean Bonnot, Noble Comtois et ancien écuyer de Marguerite d'Autriche, entre au service de Marie de Hongrie comme Maréchal des Logis jusqu'à la démission de cette dernière,.
Elle démissionnera de cette charge après vingt-quatre ans d'exercice et sera remplacée par Emmanuel-Philibert de Savoie en 1558.

#### Pouvoir politique confié par Charles à Marie

Signature de Marie de Hongrie.

Charles Quint décide de confier plus de pouvoir à Marie qu’il n'en avait accordé à Marguerite d'Autriche. Directe, Marie n’a pas le don pour charmer son entourage et n’est pas aussi diplomate que Marguerite pour obtenir ce qu’elle souhaite. L'empereur décide donc de la subordonner à sa seule autorité. Elle aura sous ses ordres le Conseil d’État (politique étrangère et intérieur), le Conseil privé (justice) et le Conseil des finances pour l’assister dans sa tâche. Son frère lui confère en outre tous les pouvoirs de décision, ce qui veut dire une autonomie presque totale.
Marie de Hongrie peut, en cas d’urgence, prendre des décisions elle-même, sans passer par les conseillers ou les gouverneurs. Elle assiste au Conseil d’État et a le droit de le convoquer. Quand Marguerite d'Autriche devait se plier à la majorité, Marie a la liberté d’organiser les votes et de ne pas suivre la majorité. Charles Quint lui attribue, contrairement à Marguerite, les signets des finances et le droit de signer les lettres closes et ce, dès le début de sa gouvernance.
Elle n’a pas le pouvoir de nomination, mais elle sait influencer son frère. Elle fait élire plusieurs seigneurs des Pays-Bas « chevaliers de la Toison d’or ». Lors des nominations, elle invite Charles à renforcer son autorité en tant qu'empereur en ne remettant pas trop de pouvoir entre les mains d’un seul de ses hommes.
Malgré l’idée répandue, elle n’est pas la servante aveugle de Charles Quint, car elle outrepasse régulièrement ses décisions. Même si des tensions peuvent apparaître, Charles lui manifeste une grande confiance au point de lui confier dans son testament en 1532 la régence des Pays-Bas en cas de décès. Elle préside même la diète de Spire en l’absence de Charles Quint malade en 1545.
Dans ses moments de contrariété, elle sait jouer de ses relations affectives auprès de ses frères ou bien menacer de quitter ses fonctions en raison de son état de santé. Dans sa correspondance avec ses frères elle se dit soumise et faible, mais elle a un caractère bien trempé et elle refusera toujours d’obéir aveuglement ; l’un de ses serviteurs dit d’elle : « on ne plaisante pas avec la reine ».

### Politique intérieure

#### Rôle économique
Marie de Hongrie a très vite compris que le nerf de la guerre est l’argent, et que pour cela il lui faut impérativement que ses territoires prospèrent.
Elle négocie la signature de traités de commerce international ; elle accepte la construction d'écluses pour faciliter le commerce à Tournai. Le 12 février 1537 elle signe une trêve de trois ans avec Christian III de Danemark, car un embargo maritime empêche le commerce par bateau. À de nombreuses reprises, elle encourage Charles Quint vers la paix afin de préserver les échanges commerciaux indispensables à la région.
Marie essaie de maintenir la paix avec les puissances limitrophes tout en organisant, lorsque cela est nécessaire, la sécurité du pays en mettant en place une politique de protection des villes maritimes et des échanges commerciaux. Elle mène des négociations avec les villes, fait lever des fonds pour la guerre, rend des décisions de justice et elle maintient le prestige des Habsbourg grâce au mécénat et à l'organisation de grandes manifestations.
Sous la régence de Marguerite d'Autriche la capitale politique était Malines, mais Marie demande de la déplacer à nouveau à Bruxelles.

#### Implication familiale

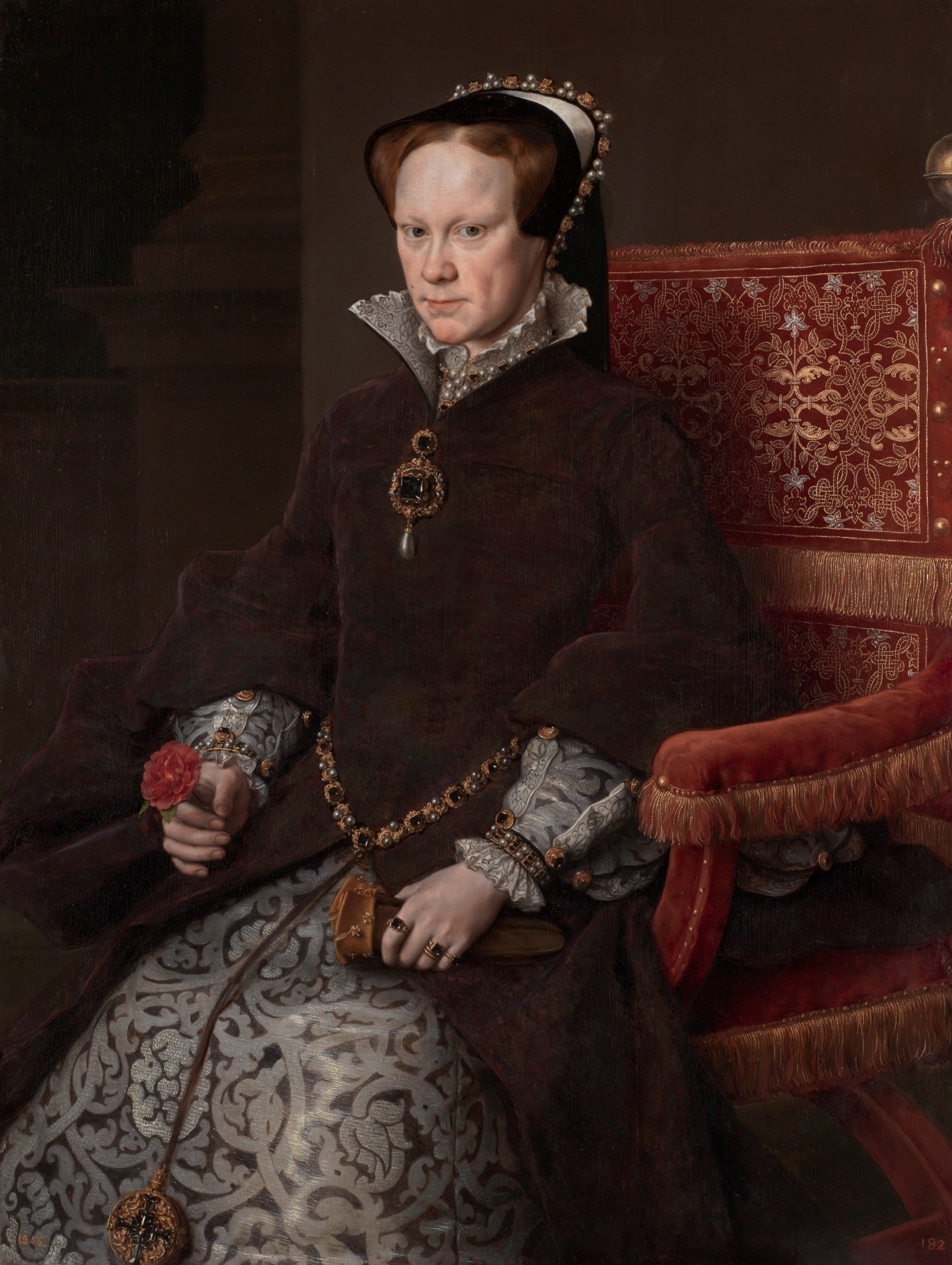
Tableau de Marie Tudor réalisé par Moro sur la demande de Marie de Hongrie.

À la suite de la mort d’Isabelle d'Autriche en 1526, ses enfants passent sous la tutelle de Charles Quint et de Marie de Hongrie. Marie, tout comme Marguerite d'Autriche autrefois, a pour tâche de s’occuper de l’éducation de ses neveux et nièces (Marguerite de Parme, Jean, Philippe, Dorothée, Christine et autres) mais aussi de concrétiser leur union.
En 1533, elle essaie en vain de s'opposer au mariage de sa nièce Christine de Danemark (12 ans) avec François II Sforza en argumentant qu'un mariage contracté si tôt peut être fatal à une jeune fille à peine nubile. En plus d'être attachée aux droits des femmes princières, Marie est très attachée à Christine qui partage son goût de la chasse. Après la mort de François II Sforza, Charles Quint souhaite marier Christine à Henri VIII d'Angleterre. Cette fois Marie s'oppose de manière plus ferme et avec succès à ce mariage.
Beaucoup plus tard, Marie commande des portraits de Marie Tudor et Philippe II d'Espagne afin de sceller la concrétisation de leur union. Elle envoie à Marie Tudor un portrait de Philippe II réalisé par Le Titien et demande à Antonio Moro de réaliser un portrait de Marie Tudor pour le roi d'Espagne.

#### Autres implications
L’un des projets politiques de Marie de Hongrie est de regrouper en un cercle autonome les Pays-Bas bourguignons et la Westphalie. Ce projet est adopté par Charles Quint avec la création du Cercle de Bourgogne le 26 juin 1548 et des Dix-Sept Provinces le 4 novembre 1549, par la signature de la Pragmatique Sanction.
Dans un contexte de crise religieuse, la régente est grandement impliquée par Charles dans sa politique de lutte contre l’hérésie mais Marie essaie de ramener Charles vers plus de modération afin d’éviter révoltes et fuites des marchands.
François Ier en 1534, intrigue auprès des villes hanséatiques qui saisissent les vaisseaux hollandais. En réponse Marie fait de même avec leurs marchandises. Les anabaptistes prennent le contrôle de Münster en réponse Marie envoie des fonds et des munitions à l’évêque de la ville afin de l'aider à la reconquérir.
Afin d’éviter les vols et le gaspillage, la reine met en place un système de livres de comptes très précis qui permet de connaître encore aujourd’hui les détails de la vie de la cour et de ses déplacements.
En 1551, elle voit venir la trahison de Maurice de Saxe. En effet, au moment où il pactise avec le roi de France Henri II elle suggère à Charles Quint de le mettre à l’écart. À la suite de cette trahison elle recommande à Charles de frapper fort, ce à quoi il se refuse ; elle lui conseille donc de délivrer le Landgrave de Hesse afin de ne pas être prise en tenailles entre la France et ses propres seigneurs.

### Politique étrangère

#### Entre la guerre et la paix
Marie joue un rôle considérable dans les guerres de l'empereur son frère. Elle vote des levées de fonds, emprunte, s’occupe du renouvellement des traités de paix et les négocie parfois. Sur 24 ans de gouvernance, elle connaît près de 12 ans de guerre. Son goût pour les choses de la guerre est très marqué dans la mesure où elle s’implique beaucoup dans les préparatifs militaires. Selon un ambassadeur vénitien : « c’est une femme qui tient beaucoup de l’homme, car elle pourvoit aux choses de la guerre et elle en raisonne, ainsi de la fortification des places et de toutes les matières d’état. […] » ou même Brantôme parle d'elle en ces termes : « elle y fit de belles guerres, ores par ses lieutenants ores en personne, toujours à cheval comme une généreuse amazone. » Elle assure l'approvisionnement en hommes et en moyens des armées de son frère. Elle se rend fréquemment sur les fronts pour encourager les troupes et surveiller le commandement. Afin de financer la guerre, Marie se voit obligée de contracter des emprunts à des taux exorbitants allant jusqu'à 12 %. À chaque fois que Charles Quint a besoin d’argent, c’est à Marie de trouver les fonds, ce qui la rend très impopulaire. Faire voter la levée des fonds n’est pas tâche facile et l'empereur la presse constamment d'agir toujours plus vite.
Elle finance également une expédition contre le Danemark pour aider Christian II à récupérer sa couronne face à Frédéric Ier, lequel encourage la propagation du luthéranisme. D'autre part, elle participe aux négociations de paix avec l'Écosse. Le renouvellement des traités de paix et de commerce avec la Suède est signé en 1526.
S'il est important pour le Royaume et le prestige des Habsbourg de gagner les guerres de Charles, Marie de Hongrie mesure également l'impact des dommages économiques sur ses territoires. En 1547, lasse de supporter presque à elle seule l’effort de guerre, elle menace son frère de démissionner s'il ne renonce pas à ses projets de guerre totale ; ce qu'il fait à court terme. Cela permet à Marie de rembourser les dettes contractées et d’éviter la banqueroute.

#### Guerre avec la France
En 1536, Marie de Hongrie est chargée d’organiser une campagne militaire en Picardie, dans l'Overijssel et le pays de Groningue. Elle est ensuite à l’origine des trêves signées avec la France le 30 juillet 1537 et le 18 septembre 1544 (trêve de Crépy-en-Laonnois), à la suite des négociations menées avec François Ier qui la rencontre à plusieurs reprises. Le roi de France connaît l'influence qu'elle a sur l'empereur, lequel suit finalement ses conseils dans la recherche d’une alliance avec la France. Marie de Hongrie est aussi de bon conseil dans la guerre contre les Turcs qui sont alliés aux Français.
À Nice, un traité de paix de dix ans est signé, qui permet à Marie de rencontrer de nouveau François Ier à Crèvecœur le 8 octobre 1538, ce qui lui donne l'occasion de découvrir la France.
En 1541, et ce pour la quatrième fois, François Ier prend les armes contre l’Empire, alors que Charles Quint attaque Alger. Le roi de France entre aux Pays-Bas qui sont en partie vidés de leurs troupes. La gouverneure, voyant le péril arriver à ses portes, convoque les états généraux, obtient les moyens de lever 30 000 hommes et 5 000 chevaux et organise la résistance. Les Pays-Bas sont attaqués sur trois fronts par le duc d’Orléans, le duc de Vendôme et Christian III, mais la tentative échoue. Marie de Hongrie demande à Charles Quint de rentrer car elle sait qu’elle ne pourra pas soutenir une autre attaque.

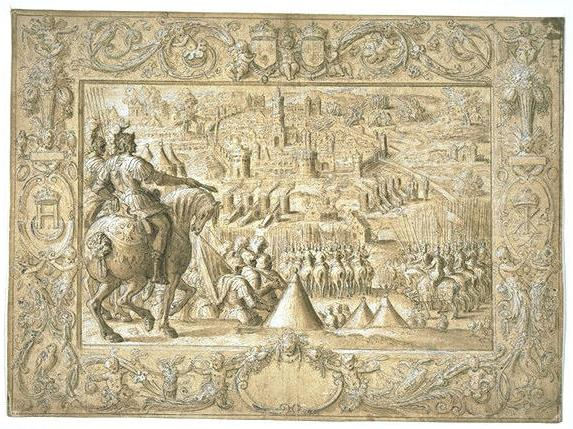
La défaite du siège de Metz.

La guerre reprend avec la France qui envahit Metz, Toul, Verdun, et la Lorraine. En réponse Charles Quint assiège Metz. Le 28 septembre 1552, Marie déconseille à son frère d'entreprendre le siège de Metz mais ce dernier préfère se ranger à l'avis du Duc d’Albe. Elle va refuser à son frère les 2 000 couronnes qu'il lui demande dans le but de financer le siège qui s'avère être un échec. De son côté, Marie de Hongrie contre-attaque en Picardie et, après une manœuvre de diversion, le château de Folembray est incendié. En représailles, le nouveau roi de France Henri II pille, saccage et incendie les villes de Florennes, Fosses-la-Ville, Seneffe, Mariembourg, Binche, Trazegnies et Le Rœulx. Lorsqu'il arrive à Mariemont, le 20 juillet 1554, il saccage le domaine et écrit : « souviens-toi de Folembray reine insensée ». La réaction de Marie est double : par courrier elle ne montre pas de réaction et plaint le roi de ne pas savoir maîtriser sa colère et de tomber si bas ; mais lorsqu’elle se rend sur les ruines, elle ne retient pas ses larmes et, bouillant de colère, réclame vengeance. Ses châteaux ne sont pas seulement perdus, mais la région entière est totalement ravagée, ce qui la prive d'une importante source de revenus. Marie n’aura pas sa vengeance car la guerre s’arrête six mois plus tard avec la trêve de Vaucelles le 5 février 1556.
Charles Quint ne lui est d'aucun secours, se reposant toujours un peu plus sur Marie pour le seconder.

#### Politique de défense

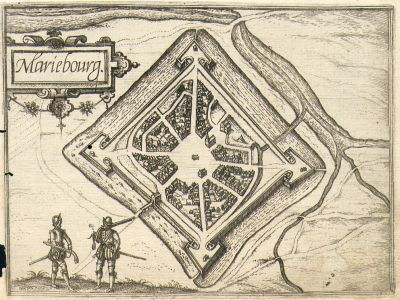
Mariembourg commandé par Marie de Hongrie.

Durant sa gouvernance, Marie de Hongrie montre son goût pour les choses de la guerre. Elle occupe dans certains cas des fonctions militaires, comme capitaine général des armées et gouverneure de Brabant, inspecte elle-même les places fortes pour planifier des installations militaires qu’elle surveille par correspondance. Son goût pour les affaires de la guerre est confirmé par sa bibliothèque dans laquelle on trouve les œuvres de Machiavel ou bien de Vitruve.
Afin de mieux coordonner la défense des territoires habsbourgeois Marie demande en 1543, à la fin des hostilités qui y ont eu lieu, l'incorporation du duché de Gueldre aux Pays-Bas espagnols. Elle soumet aux états généraux un projet de confédération défensive des provinces afin que tous les territoires soient solidaires. Elle renforce la flotte pour la défense côtière, et commande des tournées d’inspection afin de trouver des solutions adaptées mais non onéreuses pour assurer la défense des Pays-Bas. Un système de plus de cinquante phares est mis en place sur 350 km pour communiquer en cas d’alerte.
Le 19 février 1541, elle signe un traité contre la piraterie avec Jacques V d'Écosse pour la défense des bateaux de commerce des deux pays. En 1543 elle fait renforcer les troupes à Binche, ce qui joue un rôle déterminant dans la protection de la ville lors du siège par les Français, qui échouera. Ces mêmes troupes lui sont enlevées en 1554 pour aller se battre sur d’autres fronts, laissant la ville quasiment sans défense.
Pour défendre la Flandre contre la menace française, elle lance une politique de grands travaux militaires : des citadelles, des places fortes, des forts et des bastions tels que Mariembourg, Charlemont et Philippeville en 1555. Elle fait détruire des points stratégiques et met en place la politique de Charles sur la protection des frontières par la fortification, comme le renforcement des défenses de Bruxelles,.

### Révoltes
Marie essaie tant bien que mal de gérer la révolte de Bruxelles (1532) et la rébellion de Gand (1539) contre l’empereur.

#### Révolte de Bruxelles
En 1532, Marie accorde aux nobles n’appartenant pas aux lignages de Bruxelles le pouvoir de devenir échevins de la ville. Cette mesure n’est pas populaire auprès des échevins en place. Ajoutée aux pillages commis par des bandes armées à la suite de l’augmentation du prix du grain, elle fait qu'une révolte éclate à Bruxelles : des maisons de patriciens sont mises à sac. Marie essaie en vain de les calmer en promettant d’en parler à Charles Quint. Le pouvoir bruxellois tarde à intervenir mais arrête finalement les meneurs. Marie quitte Bruxelles pour gérer le conflit depuis Binche. Charles Quint lui demande d’agir avec fermeté mais l’émeute cesse d’elle-même et des émissaires sont envoyés pour demander grâce. En signe de soumission, ils offrent un faucon blanc coiffé d’un chaperon d’or. En janvier 1533 Marie revient à Bruxelles et les bourgeois se présentent pieds nus, vêtus de robes noires, un flambeau à la main. En punition, chaque représentant des métiers est remplacé, la ville perd son droit de grâce et paie une amende de 4 000 carolus d’or.

#### Révolte de Gand
Ne souhaitant pas payer les sommes réclamées par Charles afin de financer les troupes, certaines villes proposent de lui confier leur milice. Marie accepte d'abord avec regret, mais Gand n’est pas satisfaite, et refuse de mettre sa milice à la disposition de Charles dans la mesure ou Gand est toujours sous le coup des amendes infligées par les ducs de Bourgogne et Maximilien d’Autriche à la suite des rébellions précédentes. Magnanime, elle propose à Gand de ne payer que la moitié mais se heurte à un nouveau refus. Des émeutes éclatent et Marie est contrainte de signer, faute de ressources, la trêve de Bomy le 30 juin 1537.
En 1537, Gand se révolte, et Marie envoie Adrien de Croÿ qui échoue dans une tentative de négociation ; la ville refusant de payer le subside voté, la situation se dégrade très vite. Les émeutiers emprisonnent, torturent et tuent d’anciens magistrats. Ne disposant d’aucun moyen financier pour engager une armée afin d’arrêter la révolte, la reine demande l’aide de Charles Quint, qui, malgré la menace de voir l’émeute s’étendre à d’autres villes, met plusieurs mois à traverser la France.
Entre demande de délai et consultation des différentes justices, l’échevinage est renouvelé par moitié sans heurt par la reine mais l’élection des doyens sonne le départ de l’insurrection : Gand fait fermer les portes de la cité, approfondir les douves, et envoie des députés convaincre d’autres villes de se joindre au mouvement.
Le 26 septembre 1539, Marie est contrainte de signer la commission qui lui est présentée mais cela ne contente pas les mutins qui veulent leur complète indépendance.
Charles Quint et Marie arrivent le 14 février 1540 avec une armée de 5 000 hommes en un cortège qui met six heures pour entrer dans la ville. Charles Quint prend le temps de la réflexion pour décider d'une sentence qu’il n’annonce qu’en mars. Exécution, humiliation, amende et retrait des privilèges : La colère de l'empereur est telle que, malgré les invitations à la modération, son attitude coupe court à tout autre soulèvement.

### La question religieuse

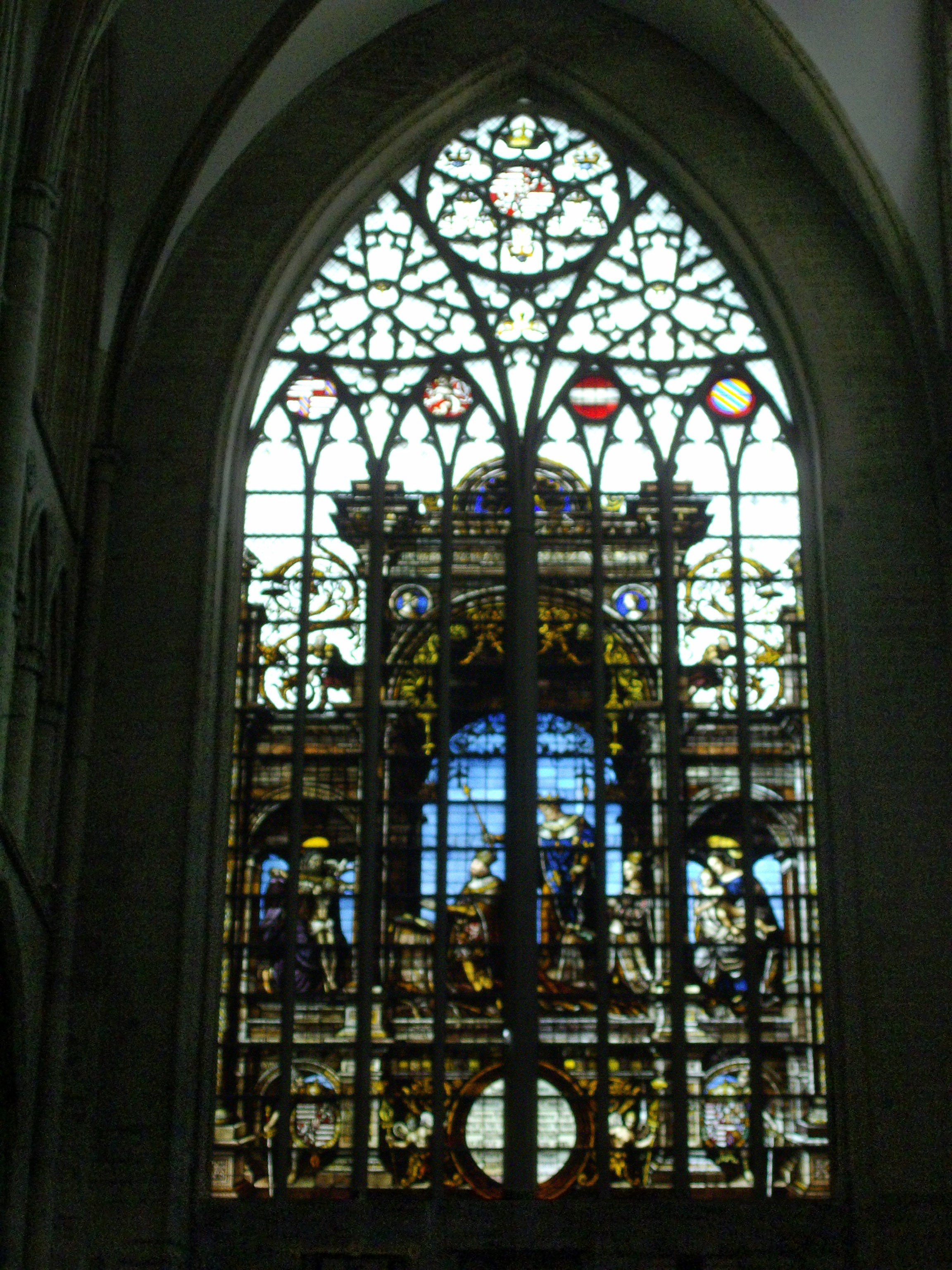
Vitrail de la cathédrale Saints-Michel-et-Gudule à Bruxelles commandé par Marie de Hongrie.

La question de la religion est omniprésente à l’esprit de Marie. On lui reconnaît le goût de l’étude des Saintes Écritures mais on lui reproche sa sympathie pour la Réforme ou le luthéranisme et ce bien qu’elle s’en défende. Son éducation humaniste la conduit facilement à s’y intéresser. Elle reste en étroite relation avec des humanistes tels qu’Adrien d’Utrecht et de nombreux professeurs humanistes de l’université de Vienne, ainsi que ceux qui composent sa cour ; cela crée des tensions avec la noblesse, qui est très attachée au catholicisme. Il lui est reproché d’avoir demandé la mise en musique du psaume 37 de Luther par Thomas Stoltzer son maître de chapelle (c'est le premier motet polyphonique de musique sacrée non écrit en latin). Luther lui dédicace même quatre psaumes en apprenant la nouvelle. Elle est sévèrement réprimandée par Ferdinand : elle répond qu’elle n’est pas responsable des écrits de Luther qui ne lui a pas demandé son avis.
Elle sait que sa mission est de renforcer l'autorité de son frère l'empereur mais aussi de lutter contre le protestantisme, malgré ses convictions. Bien qu'en relation avec Luther, elle doit, sous la pression, rompre tout lien avec les protestants et leur retirer les postes clés ; et, de ce fait, se séparer de la moitié de sa cour. Cette démarche lui coûte sur le plan personnel.
En 1530, Charles part en guerre contre l’hérésie avec la mise en place d’une inquisition d’État. L’hérésie devient un crime civil passible de mort ou plus couramment de la confiscation des biens. Le marrane Diego Mendez qui bénéficie pourtant de la protection du roi du Portugal est poursuivi. Mais Marie fait lever l’accusation d’hérésie et lui restitue ses biens. Il est seulement poursuivi pour monopole et doit payer une amende. Au début, la régente fait appliquer les lois sur la religion édictées par Charles Quint, mais sans grande fermeté, laissant une chance de reconversion. Mais ayant failli perdre le contrôle sur Amsterdam, à l'instar de Münster, à cause des anabaptistes, elle devient intransigeante. Elle est tout de même suspectée à plusieurs reprises de protéger les réformistes. En effet son chapelain, étant accusé, réussit à s’enfuir avant son arrestation et se réfugier auprès de la nièce de Marie.
Charles Quint et Marie de Hongrie ont le devoir de protéger le catholicisme si bien que lorsque les parents de Guillaume de Nassau, un de leurs plus riches sujets, embrassent la foi luthérienne, Charles et Marie font venir Guillaume aux Pays-Bas pour le mettre sous tutelle et faire en sorte qu’il reste dans le giron de l’Église catholique.
L'inquisition fait peur aux marchands étrangers, ce qui entraîne des problèmes économiques. Marie, contre l'avis du Conseil privé, demande à Charles plus de tolérance envers les Juifs. En 1550, malgré le mécontentement des catholiques les plus fervents, elle appelle son frère à plus de souplesse religieuse, afin de ne pas faire fuir les marchands et de sauver une partie des revenus de la région qui dépend du commerce.

### L'abdication de Charles Quint

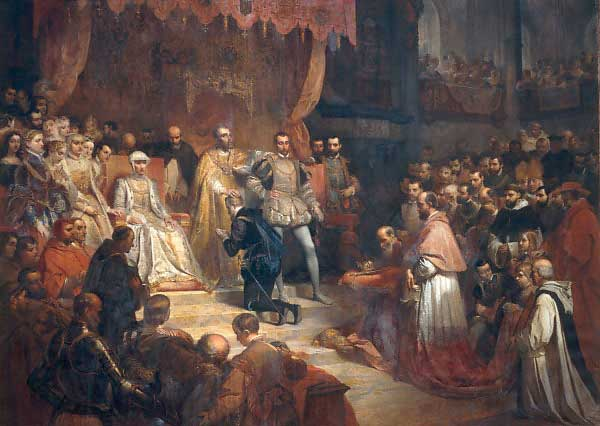
L'Abdication de Charles Quint en faveur de son fils Philippe II à Bruxelles le 25 octobre 1555 par Louis Gallait (1841).

La succession de Charles Quint s’annonce des plus compliquées. En effet celui-ci souhaite que ce soit son fils Philippe qui prenne sa place à la tête de l’Empire, alors que Ferdinand souhaite que ce soit son propre fils, Maximilien. Les Habsbourg se réunissent en automne 1547 afin d’en débattre à Augsbourg. Marie arrive avec Christine de Danemark le 23 novembre 1547. Cette Diète dure des mois, entre réunions officielles et privées, entrecoupées de bals, banquets et chasses. C’est à cette occasion que Marie rencontre Le Titien et lui commande une série de quatre tableaux, Les damnés.
Charles et Ferdinand n’arrivent pas à un accord et Marie qui participe aux tractations sert de médiateur. Elle en profite pour régler ses affaires personnelles : le 7 mars 1548 elle trouve un accord avec Ferdinand pour son apanage hongrois qu’elle cède en échange du versement de sa dot. Elle quitte Augsbourg la semaine suivante.
Le 6 novembre 1548, à la suite de la mort de François Ier, Éléonore de Habsbourg quitte la France pour retrouver Marie aux Pays-Bas.
Charles fait venir Philippe d’Espagne et c’est Marie qui l’accueille à son arrivée aux Pays-Bas à Wavre en présence de Christine de Danemark. Le futur Philippe II d'Espagne doit parcourir les dix-sept provinces afin de prêter serment en présence de sa tante et, étant donné qu’ils ont des goûts totalement différents, ils ne s’apprécient guère. Elle organise les Triomphes de Binche, une série de fêtes données en l'honneur de Philippe pour le présenter comme successeur légitime de l'empereur Charles Quint à la noblesse des « Pays d'en Bas ». Le chroniqueur Brantôme écrit « Rien ne fut plus fastueux que les fêtes de Binche ».

## Une femme de la Renaissance

### Son cadre de vie

Monogramme de Marie qui couvre une partie de son mobilier.

Marie de Hongrie s’installe avec sa cour à Bruxelles. Dans la mesure où c’est le carrefour de l’Empire, tous les courriers et personnes d'importance transitent par la capitale, ce qui fait de la régente une des personnes les mieux informées. Elle réside aussi souvent au palais de Binche ainsi qu'au pavillon de chasse de Mariemont. Mais sa charge lui impose de souvent de se déplacer ; et c'est à chaque fois un convoi entier qui déplace meubles et vaisselle et son lit de camp, sans oublier la cour au complet et une garde de cinquante hommes, sauf lors de ses chasses ponctuelles auxquelles la majeure partie de la cour ne participe pas. En revanche, lors de ses retraites au prieuré de Sept Fontaines, c'est un entourage restreint qui l'accompagne. Marie ne reste jamais bien longtemps au même endroit.
C’est à Charles Quint que revient le choix de l'entourage de Marie, mais cette dernière, qui ne l’entend pas ainsi, arrive à persuader son frère de conserver les personnes qu’elle a choisies elle-même. Elle conserve ainsi une partie de sa cour autrichienne et hongroise lors de son arrivée aux Pays-Bas en 1531.
Marie s’impose un lever à 5 heures, déjeune vers 10 ou 11 heures et ce pendant 2 heures. Dans la journée, elle chasse ou règle les affaires d’État. À 21 heures elle se retire dans ses appartements et tous doivent quitter le palais qui est verrouillé pour la nuit. Pour se divertir, outre ses passions habituelles — chasse, musique et lecture — s'ajoutent la compagnie d'un nain « Mannekin », une « sotte », des musiciens et des acrobates. Elle joue aux échecs, aux dames, aux cartes, au billard. Dans ses appartements elle est entourée d’animaux : trois lévriers et un perroquet. Sa chambre comporte des boiseries sculptées, des tapisseries de soie, un lit à baldaquin à colonnes d’argent couvert de tissus noirs avec une balustrade, des tapis au sol, coffres, tables, instruments de musique, chaises et chandeliers et des horloges. Un cabinet est aménagé en salle de bain avec sa chaise percée et une cuve en bois couverte d’un drap pour le bain (elle utilise les services d’une « lavandière de corps ») ; pour sa toilette : des huiles de rose et de violette ; Marie fait distiller dans un alambic des roses. Elle possède une grande garde-robe même si la couleur dominante reste celle du deuil : des soies de Cologne, des taffetas de Florence, des fourrures (zibeline, martre, écureuil, léopard), et des chaussures de soie de Milan. Elle apprécie les chaussures italiennes. Marie, en avance sur la France, mange déjà avec une fourchette. Très gourmande, elle fait venir des confitures de Milan, du vin de toute l’Europe ; elle apprécie beaucoup la bière.

### Ses possessions

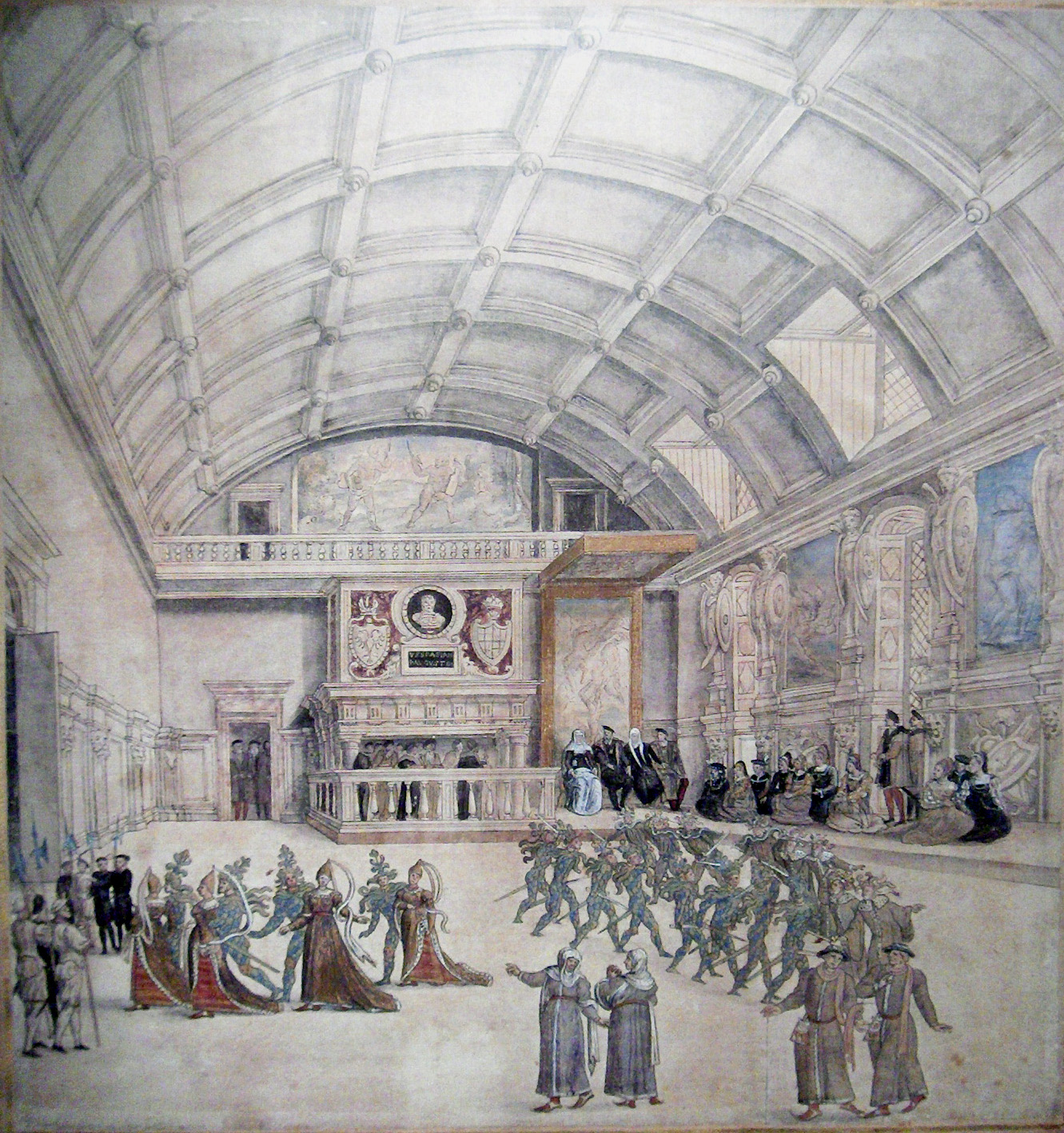
Salle du château de Binche lors des Triomphes.

À la suite de la mort de son époux, Marie de Hongrie se retrouve à la tête de nombreuses propriétés hongroises obtenues par son mariage, mais elle a de grandes difficultés à les conserver, d'une part à cause de la guerre entre les Turcs et d'autre part parce que Ferdinand voulait récupérer ces terres pour son épouse. Elle est obligée alors de les laisser à Ferdinand en échange d’une rente et d’une partie des bénéfices. Afin que ces terres prospèrent, Marie va tout faire pour obtenir la protection de la Hongrie par Charles Quint. Elle sera sans cesse en conflit avec Ferdinand au sujet de ses rentes hongroises, et avec Charles au sujet des rentes sur Bari et Naples, hérités de Ferdinand d’Aragon, y compris Séville héritée de sa mère. De plus Charles ne lui verse comme revenu que 30 000 livres alors qu’elle a besoin au minimum de 67 000 livres. Ce n’est qu’en 1545 que sa situation financière s’améliore grâce à Charles Quint qui lui laisse, en remerciement et à titre de douaire, le bénéfice de plusieurs domaines : Binche le 20 février 1545, la seigneurie de Turnhout et le château du duc de Brabant. En 1546 et en 1548 elle arrive à un accord avec Ferdinand au sujet des rentes hongroises.
Marie fait construire à Binche un château par Jacques Du Brœucq de Mons, pour les nombreuses cérémonies officielles, instruments de propagande des Habsbourg ; elle y investit donc beaucoup de temps et d’argent. Son château est le théâtre des « Triomphes de Binche » organisés en l’honneur de Philippe II d'Espagne. Elle fait construire avec soin et toujours dans le style Renaissance des salles de réception impressionnantes. De nombreuses œuvres sont commandées : la série des quatre tableaux Les damnés, par Le Titien, représentant Sisyphe, Tantale, Ixion et Tityos ; toutes ces œuvres ont pour thème le châtiment infligé par les dieux à ceux qui les ont défiés. Des tapisseries à son monogramme couvrent les murs et le jardin est agrémenté de statues antiques.
Elle possède des palais à Bruxelles, Tervueren, et Malines (hérité de Marguerite d'Autriche mais qu’elle vend en 1547). À proximité de Binche, Marie veut créer un domaine de campagne avec un pavillon de chasse ; ce sera finalement à Morlanwelz où plusieurs fermes sont achetées, et l’ensemble baptisé « Mariemont ». Une simple tour entourée de douves y est érigée. Marie s'y livre à un de ses passe-temps favoris, la chasse. Elle fait distiller des eaux de lavande et de violette pour son usage. Toujours, elle aura à cœur de faire construire des palais fastueux, afin de montrer les richesses de la couronne. Les plans du palais du Coudenberg sont revus dans un style renaissance antique (sauf la Grande chapelle, en gothique tardif) et le palais est agrandi pour accueillir la cour au complet ; un jeu de paume, de volant, des jardins complètent l'ensemble. À chaque fois qu’une résidence ancienne est restaurée, elle l'est au goût du jour, dans le style Renaissance. À Turnhout, une ferme royale est créée pour y élever que des animaux de couleur blanche dont certains sont l’objet de cadeaux diplomatiques.

### Les arts
Éduquée auprès de sa tante elle comprend très bien le rôle de l’art dans la propagande, et utilise une partie de ses revenus dans des commandes d’œuvres d’art, que ce soit pour son propre compte ou pour celui de sa famille. D’ailleurs elle suit elle-même la progression des commandes d’art même celles de son frère en son absence. Marie consacre beaucoup d’argent à ces jeux de propagande politique. En 1532 elle commande sept portraits d’elle à Bernard van Orley afin de les offrir. Elle commande aussi de nombreux tableaux de sa famille dont quatre portraits de son défunt mari, en un an. Marie offre parfois ses portraits à ses courtisans et leur demande le leur en échange. Elle envoie Antonio Moro au Portugal pour réaliser les portraits de Jean III et de Catherine mais aussi en Angleterre pour celui de Marie Tudor.
En plus de passer de nombreuses commandes elle hérite aussi une partie des collections de sa famille comme Les Époux Arnolfini de Jan van Eyck et se fait offrir, en échange d'une copie, La Descente de Croix de Rogier van der Weyden.
Elle collectionne aussi les tapisseries. Elle commanda à Jan Cornelisz Vermeyen une suite de douze tapisseries, immortalisant la bataille de Tunis de Charles Quint, lors de laquelle ce peintre et tapissier avait fait de nombreux croquis, à la demande de l'empereur. À sa mort à Cigales, il est fait un inventaire de 34 séries soit 254 pièces de tapisserie sans savoir s'il s'agissait de sa collection complète dans la mesure ou elle avait fait don de sa collection à sa nièce Jeanne de Portugal. Comme pour les tableaux et les statues elle s'occupe des commandes de son frère pour la couronne.
Elle commande de très nombreuses statues pour orner ses châteaux et jardins. Elle n’a pas de sculpteur attitré mais s’entoure des meilleurs artistes, tels Le Titien, Leone Leoni et Pompeo Leoni, bien qu'au début de sa régence, le manque d’argent ne lui permette que d’acheter des copies. Elle fait venir d’Italie Luc Lange qui réalisera de nombreuses copies pour ses châteaux.
Marie crée sa propre Chapelle royale avec un maître de chapelle, Benedictus Appenzeller, des chanteurs adultes et enfants, des musiciens et s’entoure aussi de compositeurs. La Chapelle lui sert lors des messes mais aussi lors de manifestations publiques. Perpétuellement à la recherche de nouveaux talents, Marie envoie certains de ces enfants en formation à Bruges, Louvain ou en France, elle engage des musiciens étrangers. Marie aime jouer de la musique, elle possède et pratique divers instruments : virginal, manicordion, luth, épinette, orgue, viole et clavicorde.

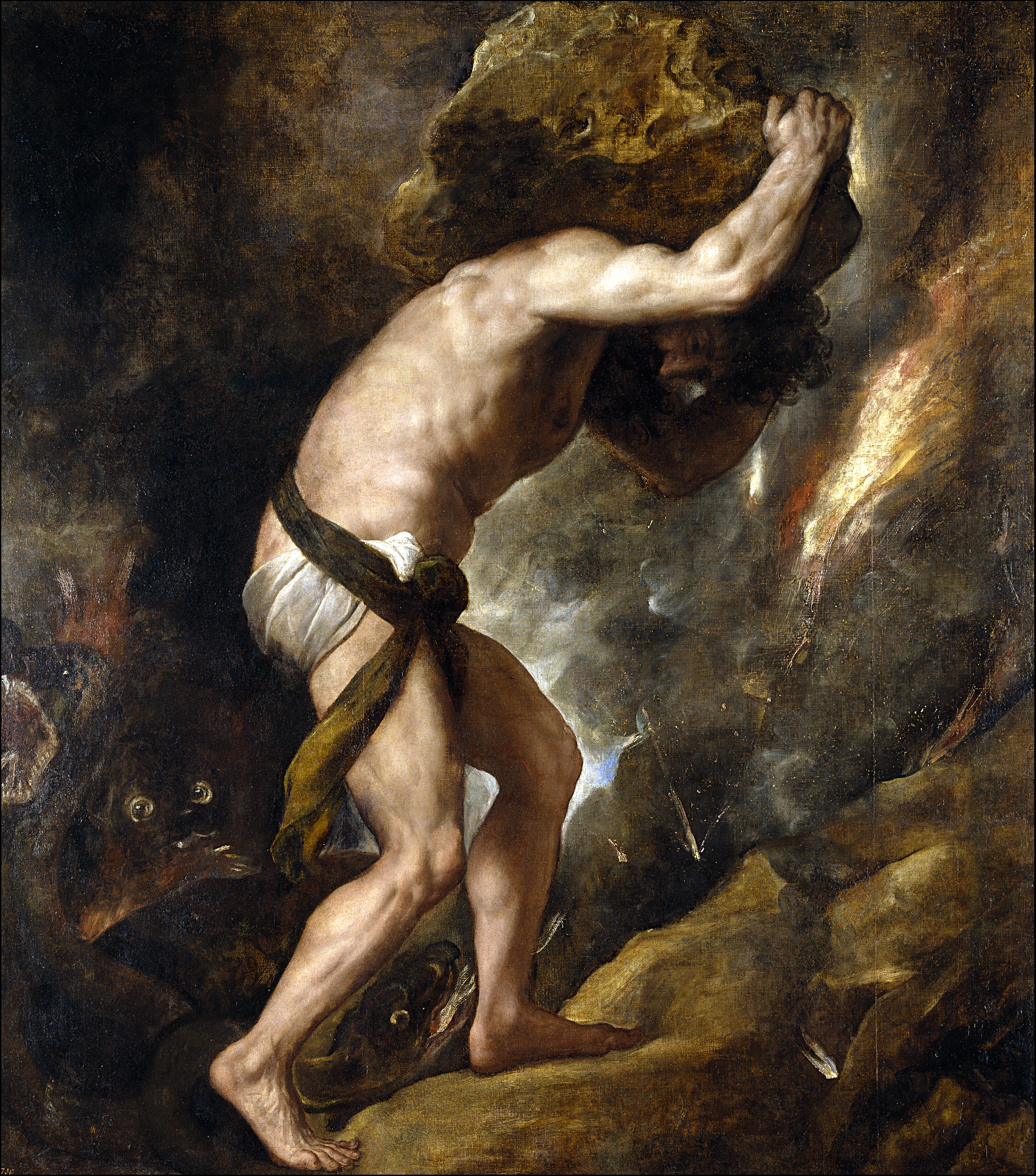
Tableau du Titien commandé par Marie pour son château de Binche.
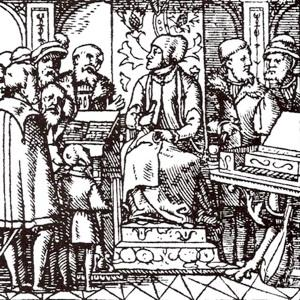
Tielman Susato offre son recueil de chansons à Marie. Gravure sur bois tirée des Vingt et six chansons musicales & nouvelles, ouvrage imprimé à Anvers chez Tielman Susato en 1545.
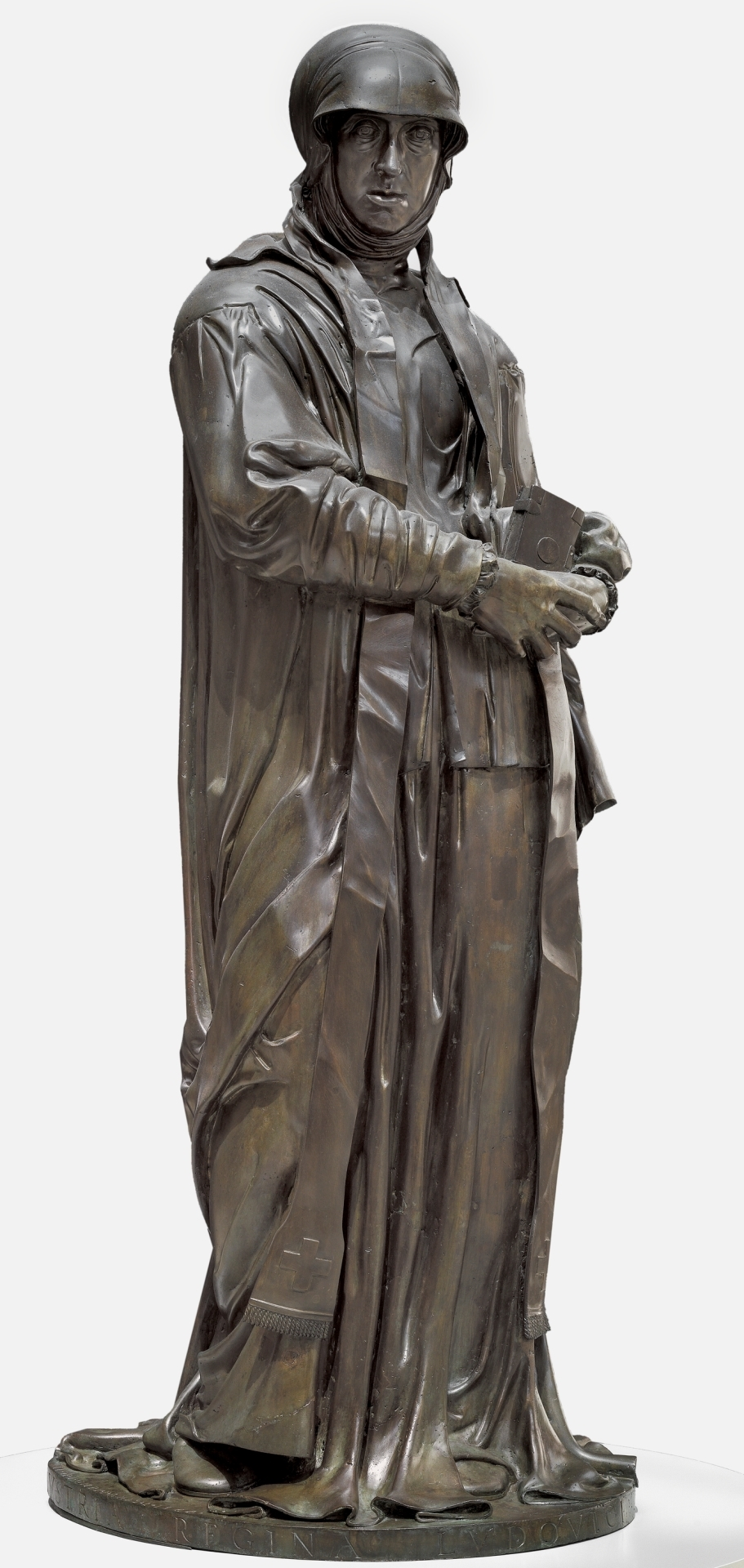
Sculpture d'elle commandée à Leone Leoni.
La Descente de Croix de Rogier van der Weyden.
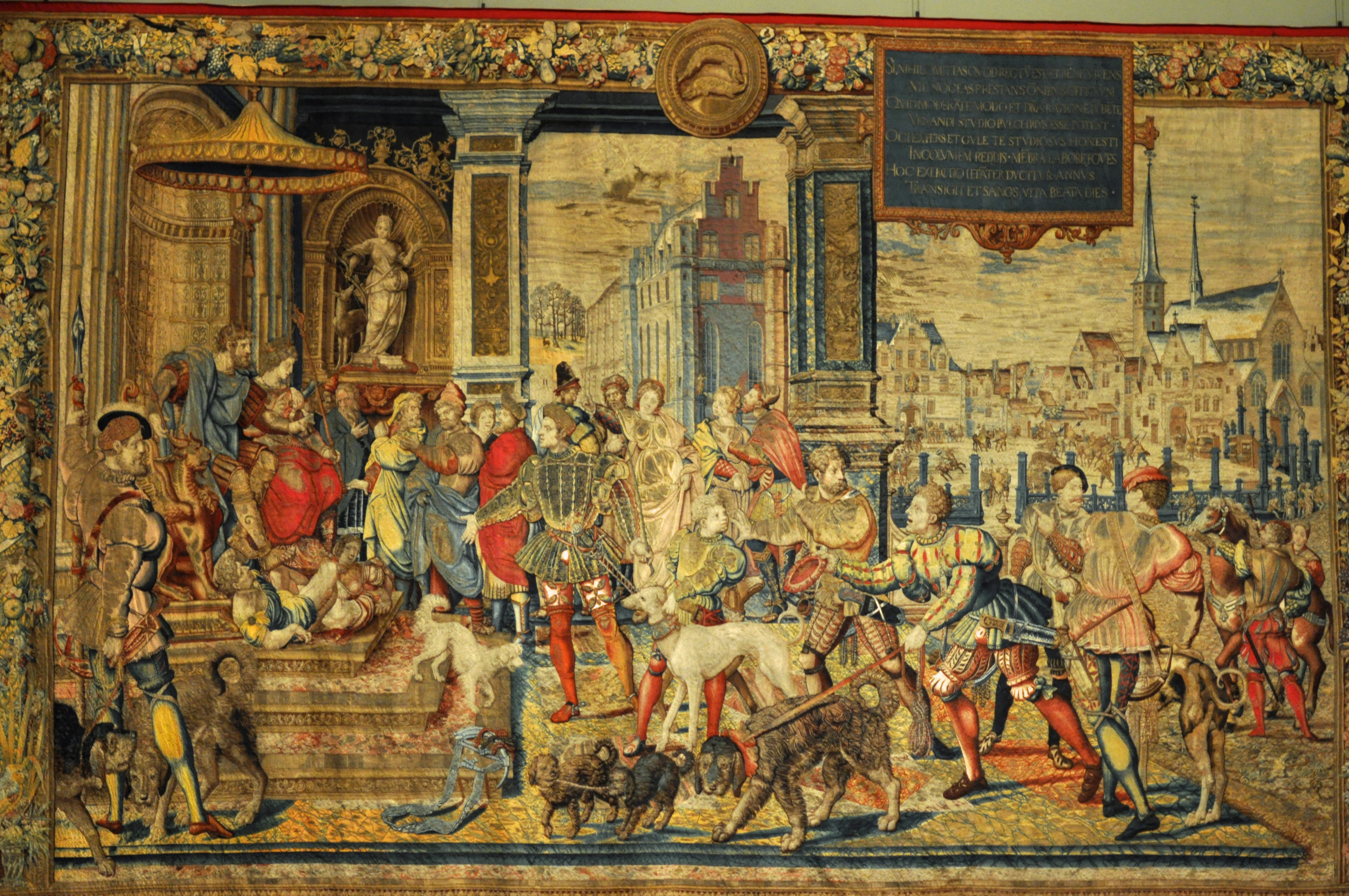
Une des pièces de la tenture des Chasses de Maximilien.

### Littérature

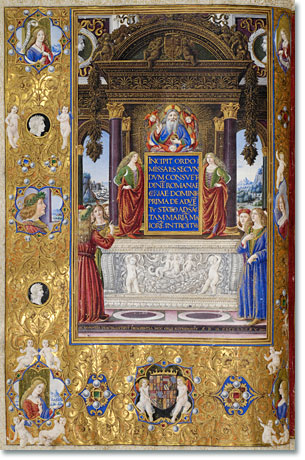
Miniature d'incipit du missel de Matthias Corvin, f.8v.

La lecture est aussi très importante pour Marie. À l'héritage de la bibliothèque de Marguerite d'Autriche se joignent beaucoup d'ouvrages commandés. Marie de Hongrie emporte lors de ses déplacements un missel de Mathias Corvin qui se trouve encore dans la Bibliothèque royale de Belgique à Bruxelles.
Ses lectures sont éclectiques : histoire, théologie, sciences, exercice de pouvoir, art militaire, philosophie, poésie, ainsi que les œuvres d'Érasme et celles des écrivains antiques. Sa bibliothèque comporte entre autres L’Iliade d’Homère, La République de Platon, Cosmographia de Petrus Apianus, le De architectura de Vitruve, L’Art de la guerre de Machiavel, etc.
Ce sont plus de 400 ouvrages, dans des langues différentes, qui l'accompagnent en Espagne. Marie lit aussi bien le latin que le français, le castillan, l'italien, le bohème ou l’allemand. Elle se fait expédier des livres par ses ambassadeurs depuis l’étranger.
En 1529, Érasme fait paraître un traité intitulé Vidua christiana (la veuve chrétienne), qu'il dédie à Marie, ce qu'elle aurait particulièrement apprécié. Cet ouvrage deviendra célèbre à cause d'une faute de typographie des plus gênantes. Au lieu de Mente illa usam eam semper fuisse, quæ talem feminam deceret c’est Mentula usam eam semper fuisse, quæ talem feminam deceret qui fut imprimé c'est-à-dire qu’au lieu de écrire Elle fit toujours usage de l'esprit comme il convenait à une telle femme : le mot esprit a été remplacé par une obscénité.

### Une passion pour la chasse

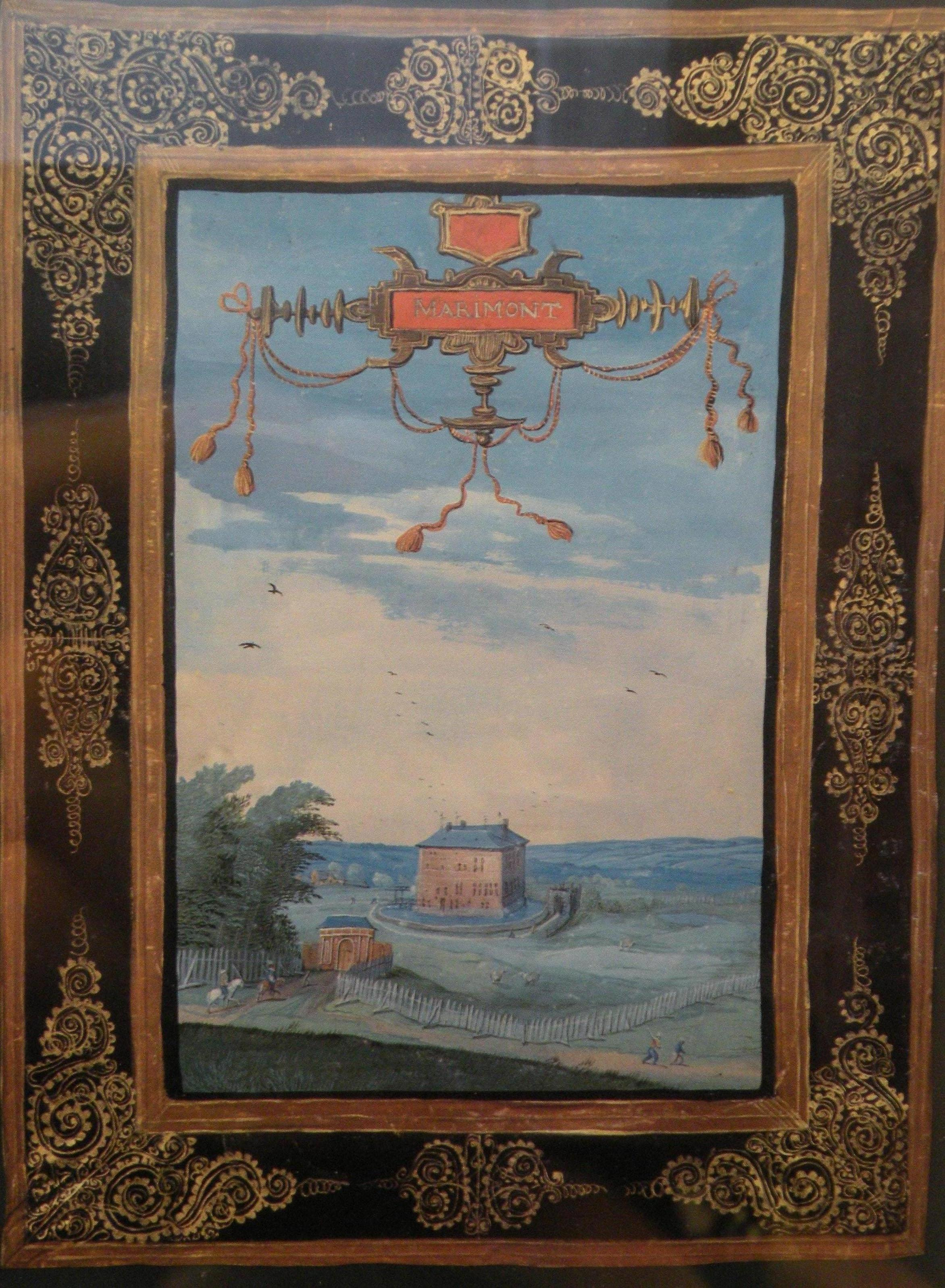
Pavillon de chasse du domaine de Mariemont.

Dans sa jeunesse elle passe beaucoup de temps avec son grand-père ; il lui transmet son goût de la chasse au point qu’elle la pratique régulièrement une fois adulte. Cette passion, son goût de l'équitation et son fort caractère lui valent d'ailleurs le surnom de « mâle chasseresse ». D’autant que lors de ses déplacements, elle monte non en amazone mais à califourchon. Un ambassadeur anglais dira d’elle que c’est une virago. Marie transmet d’ailleurs son amour de la chasse et sa manière de monter à Christine de Danemark.
Elle pratique toutes sortes de chasses : au cerf, au sanglier, avec des hérons et des faucons, et développe la chasse aux toiles. Elle lance très bien l’épieu, tire à l’arbalète et elle préside elle-même à la curée après avoir saigné une proie. Elle va même, en 1544, après la mort de son grand veneur, s’attribuer ce titre et cette fonction. C'est sans précédent.
La reine suit un protocole qui fait qu’elle ne sort jamais seule : elle est toujours accompagnée de dames de compagnie et d’une partie de la cour. Sa passion lui coûte, car il faut entretenir le matériel, le personnel nombreux, soigner les animaux et récompenser les paysans qui rameutent le gibier. Elle indemnise un paysan lorsque son champ est endommagé. Quand quelqu’un est blessé, il est soigné à ses frais. Elle chasse sur les terres de ses courtisans et rémunère aussi le personnel et les participants qui l’assistent.
La chasse faisant aussi partie des jeux diplomatiques, Marie envoie des gerfauts blancs à François Ier de France qui à son tour lui envoie des oiseaux et des lévriers. Le roi Henri VIII lui offre une haquenée, le duc de Prusse des faucons. Marie se voit offrir des présents en rapport avec sa passion : Monseigneur de Ligne lui offre deux lévriers, Anne de Montmorency un cheval. La fauconnerie de la reine a une renommée internationale, elle reçoit 191 faucons capturés par le duc de Brandebourg.
Marie de Hongrie fait preuve également d'un grand talent de cavalière. La preuve lors d’une promenade avec François Ier lorsque, celui-ci voulant l’empêcher de passer sur sa gauche lui barre la route, Marie fait sauter son cheval avec vigueur au-dessus d'un fossé et se place dans les champs, à la gauche du roi.

## Retraite en Espagne

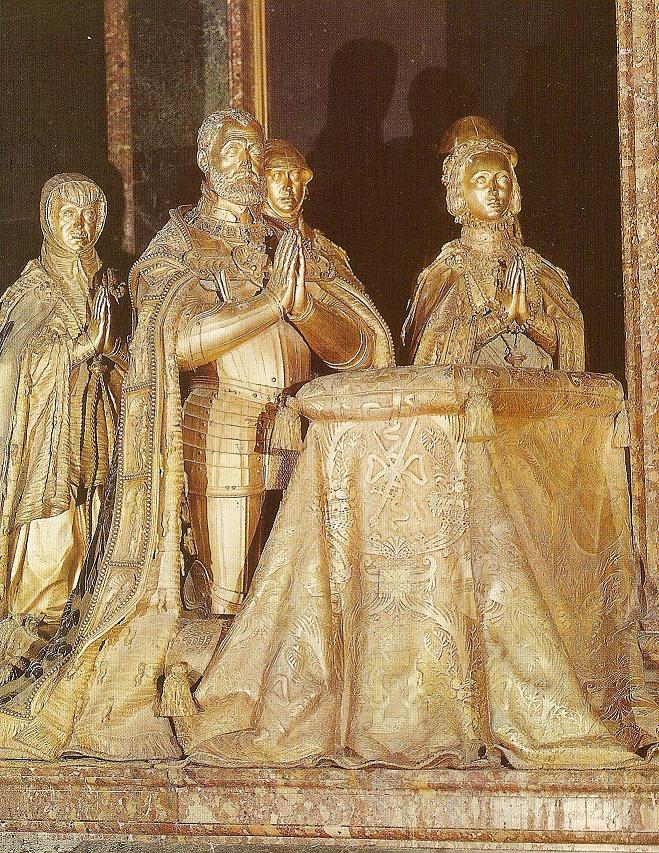
Tombeau de Charles Quint à Madrid, avec la statue de Marie au centre derrière son frère.

Le 25 octobre 1555, lors de la cérémonie d'abdication de Charles Quint, Marie annonce sa décision de laisser sa charge de gouverneur et son souhait de suivre Charles et Éléonore de Habsbourg en Espagne, et ce malgré les demandes répétées de Charles qui désire qu'elle aide son fils, le futur Philippe II. Son départ est dû en partie à son état de santé et à son souhait de se consacrer à Dieu, mais surtout à ses nombreux désaccords avec Philippe II qui succède à Charles à la tête de l'Espagne et des Dix-Sept Provinces.
Malgré son aversion pour Marie, Philippe lui demande de conserver la gouvernance. Mais une brouille va définitivement convaincre Marie, qui se retire à Turnhout.
En septembre 1556 la flotte part de Flessingue pour l’Espagne. Marie voyage avec sa sœur Éléonore à bord du Faucon. L'arrivée en Espagne a lieu le 28 septembre. Les membres de la suite royale sont si nombreux (150 personnes) que le cortège se divise en deux. Charles part devant, et les deux sœurs le suivent le lendemain. Les deux reines s’installent à la cour de Jeanne d'Espagne à Valladolid. Marie visite régulièrement Charles à Yuste.
Elle tente en vain de rapprocher Éléonore de sa fille Marie de Portugal, qui refuse de la recevoir. Lors du voyage de retour Éléonore tombe malade et meurt dans les bras de Marie de Hongrie.
Charles souhaite, peut être sous l’impulsion de Marie, que Jeanne d'Espagne bénéficie de l'expérience de l'ancienne régente, mais Jeanne ne souhaite pas partager le pouvoir et refuse toute assistance. Marie de Hongrie se retire dans un château du vallon de Pisuerga près de Simancas.
En 1558 elle écrit à Philippe II pour lui réclamer des terres. Ce dernier refuse et lui demande de revenir. Après plusieurs demandes de Philippe comme de Charles elle accepte, à plusieurs conditions. Lorsqu’elle apprend le décès de Charles, elle est en pleins préparatifs de départ. Dans le mois qui suit, elle est victime de deux attaques cardiaques qui l’affaiblissent. Alors qu’elle se met en route vers Cigales elle fait un malaise, accompagné d'une forte fièvre. Elle guérit mais rechute bientôt. Elle décède le 18 octobre 1558 des problèmes cardiaques qui l’auront accompagnée tout au long de sa vie, aggravés par le chagrin causé par la perte, la même année, de son frère Charles et de sa sœur Éléonore.
Avant sa mort, elle désigne Philippe et Jeanne comme exécuteurs testamentaires et prévoit de tout léguer à Charles, ce sera donc Philippe II qui en bénéficiera. Elle demande que le cœur en or qu’elle porte depuis la mort de Louis soit fondu et donné aux pauvres.
Elle est d'abord enterrée au couvent Saint-Benoît de Valladolid, puis son corps est inhumé, quinze ans plus tard, avec celui de Charles Quint à l’Escurial, à la demande de Philippe II. Son oraison funèbre est prononcée par François Richardot, qui a aussi fait celle de Charles Quint et d'Éléonore.

## Famille

### Ascendance
Marie de Hongrie avec ses frères et sœurs descendent d’une famille illustre très puissante notamment grâce au jeu des alliances. Le sang des Bourguignons et des Habsbourg coule dans ses veines, descendante des Rois catholiques. Ses illustres ancêtres ne sont autres que : Charles le Téméraire, Ferdinand II d'Aragon, Maximilien Ier du Saint-Empire et Isabelle la Catholique.
Contrairement à certains descendants de la famille, l'endogamie de cette fratrie est faible. En effet, le coefficient de consanguinité de Marie de Hongrie est de 1,6 % tout comme l'implexe de 0.16 sur cinq générations mais de 0 sur quatre générations.

### Fratrie

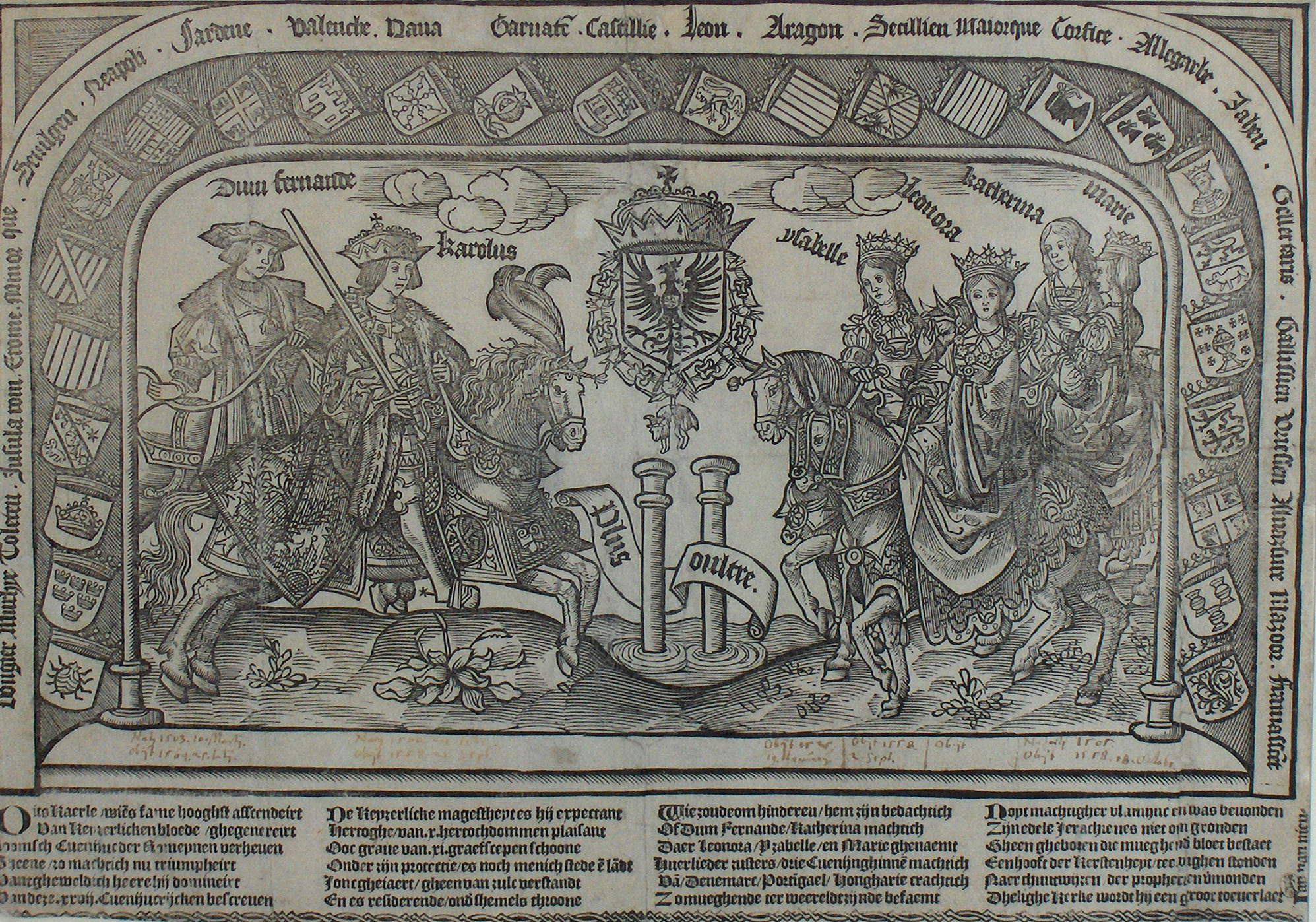
Les enfants de Philippe de Habsbourg et de Jeanne de Castille. Marie est la plus à droite.

Marie est l'avant-dernière d'une fratrie de six enfants. Ses frères et sœurs sont :
- Éléonore (1498-1558) épouse en 1519 Manuel Ier (1469-1521) puis en 1530 François Ier (1494-1547);
- Charles (1500-1558) épouse en 1526 Isabelle de Portugal (1503-1539);
- Isabelle (1501-1526) épouse en 1515 Christian II de Danemark (1481-1559);
- Ferdinand (1503-1564) épouse en 1521 Anne de Bohême et de Hongrie (1503-1547);
- Catherine (1507-1578) épouse en 1525 Jean III de Portugal (1502–1557).

### Héraldique
| Figure | Blasonnement |
|        | Princesse de Bourgogne et d'Autriche : Écartelées d'Autriche, de Bourgogne moderne, de Bourgogne ancien et de Brabant, sur le tout parti de Flandre et de Tyrol. |
|        | Princesse des Espagnes, de Naples et de Sicile (1506) : Écartelées, au premier écartelé du contre-écartelé de Castille et de Léon, et du parti d'Aragon et de Sicile, accompagné en pointe de grenade et au second écartelé d'Autriche, de Bourgogne moderne, de Bourgogne ancien et de Brabant, sur le tout de l'écartelé parti de Flandre et de Tyrol.                                   |
|        | Reine consort de Bohême et de Hongrie (1522-1526) : Parties de l'écartelé de Bohême et de Hongrie sur le tout de Pologne et du coupé, au premier écartelé du contre-écartelé de Castille et de Léon, et du parti d'Aragon et de Sicile, et au second écartelé d'Autriche, de Bourgogne moderne, de Bourgogne ancien et de Brabant, sur le tout de l'écartelé parti de Flandre et de Tyrol. |
|        | Reine douairière de Bohême et de Hongrie (1526-1558), simplification des précédentes : Parti fascé d'argent et de gueules de huit pièces et de gueules à la fasce d'argent; l'écu entouré de la cordelière des douairières d'argent, et timbré de la couronne de saint Étienne. |
|        | Reine douairière de Bohême et de Hongrie (1526-1558), autre simplification : Tiercé en pal au 1) d’argent à la fasce de gueules au 2) de gueules, à la croix patriarcale pattée d'argent, issante d'une couronne d'or, plantée au sommet d'un mont de trois coupeaux de sinople au 3) fascé de gueules et d'argent de huit pièces.                                                         |